# ポケモンの一覧 (810-905)
ポケモンの一覧（ポケモンのいちらん）は、ゲームソフト『ポケットモンスターシリーズ』に登場する架空の生物「ポケットモンスター（ポケモン）」の一覧。本項では全1025種のうち、『ポケットモンスター ソード・シールド』及びダウンロードコンテンツ『エキスパンションパス』から登場し、シリーズ共通の全国ポケモン図鑑において810から898までの番号を付与されている種と、『Pokémon LEGENDS アルセウス』から登場し、同じく899から905の番号を付与されている種を掲載する。

## サルノリ
| 分類: こざるポケモン | タイプ: くさ               | 高さ: 0.3m   | 重さ: 5.0kg        |
| 特性: しんりょく     | かくれ特性: グラスメイカー | 進化前: なし | 進化後: バチンキー |

黄緑色のサルのような姿をしたポケモン。スティックと呼ばれる木の棒を持つが、これは生息地で生育する木の枝から変化したもので、サルノリの体内エネルギーを浴びることで特殊な効果を発揮する。
トレーナーでは主人公が最初にヒバニーを選んだ場合はライバルのホップが手に入れそのまま使用し、メッソンを選んだ場合はチャンピオンのダンデが手に入れる。
テレビアニメ第7シリーズでは第46話にて他の御三家ポケモンと共に登場。初めてメインとして登場したのは第59話で、元はロケット・ガチャットのポケモンだったが、ゴウの恩恵からロケット団を見限り、ゲットされる。ゲット以降はゴウのメインパートナーになった。声優は武田華。
漫画『ポケットモンスターSPECIAL ソード・シールド編』では剣創人のポケモンとして登場。性別は♂で、ニックネームは「スティックン」。

## バチンキー
| 分類: ビートポケモン | タイプ: くさ               | 高さ: 0.7m       | 重さ: 14.0kg         |
| 特性: しんりょく     | かくれ特性: グラスメイカー | 進化前: サルノリ | 進化後: ゴリランダー |

サルノリの進化形。進化して胴の長いチンパンジーのような姿になった。手に持っている木の枝も2本になった。2本の木の枝で叩いて激しいビートを刻むが、夢中で戦いの最中に相手が気絶しても全く気付かない。練習に集中し過ぎて、トレーナーの指示が耳に入らなくなることもある。リズム感を養うために、リズムをとりながら生活している。食事の時もリズムを取る。
トレーナーでは主人公が最初にヒバニーを選んだ場合はライバルのホップが進化前に引き続き使用。
テレビアニメ第7シリーズの第59話ではスマホロトムの画像に登場。その後に本物が101話にて群れとして初登場。妻（声 - 社本悠）と子を持つ一体がメインのエピソードなる。スティックを一本失くしてうまくビートを刻めないことに悩んでいたが、サトシやゴウ、サルノリたちの協力もあり、一本だけでもすさまじいビートを刻めるようになった。声優は真堂圭、千本木彩花、杉山里穂、夏目妃菜、永井真里子。
漫画『ポケットモンスターSPECIAL ソード・シールド編』では剣創人のサルノリが進化した姿として登場。

## ゴリランダー
| 分類: ドラマーポケモン | タイプ: くさ               | 高さ: 2.1m         | 重さ: 90.0kg |
| 特性: しんりょく       | かくれ特性: グラスメイカー | 進化前: バチンキー | 進化後: なし |

バチンキーの進化形。ゴリラのような外見をしている。特殊な切り株で作ったドラムでドラミングを行い、木の根を操って攻撃する。専用技の「ドラムアタック」はそれに基づいている。なお、ドラムは普段収縮した状態で背負っている。外見とは裏腹に性質は非常に温和で、些細な争い事は好まない。一方で、調和を乱す行為には敏感で、その時は相手を厳しく牽制する。連帯感も強く、仲間がピンチの時には猛然と戦う。ドラミングに勝った者がボスとなる。
トレーナーでは主人公が最初にヒバニーを選んだ場合はライバルのホップが進化前に引き続き使いて、メッソンを選んだ場合はチャンピオンのダンデがサルノリを最終進化させる形で使用し、ホップの個体はガラルスタートーナメントでキョダイマックスする。
また、ガラル地方のバンド「マキシマイザズ」のドラマーとして活動している。
テレビアニメ第7シリーズ第59話ではゴウの夢の中で初登場し、ゴリランダーになった両親に弟のサルノリを託される内容だった。また、本物は第99話でジムリーダーのネズのポケモンでありゲームと同様に「マキシマイザズ」のメンバーとして登場。第101話では群れのバチンキーのボスとして登場。声優は三宅健太。ダンデの手持ちとしても登場し、彼の手持ちの中ではリザードンに次ぐ実力者で相手のポケモンを一体で無双するほどの強さを持つ。アラン戦ではブリガロンを倒したが、リザードンに敗北した。カルネ戦ではガチゴラス、アマルルガ、パンプジン、ヌメルゴンを倒したが、サーナイトに敗北した。サトシ戦でもカイリュー、ネギガナイトを倒したが、ウオノラゴンに敗北した。また、アラン戦ではキョダイマックスも披露している。
第8シリーズでは69話にてキタカミの里で行われるオモテ祭りで登場。和太鼓ではなくドラムをたたいている。
ゲーム『ソード・シールド』のストーリーを基にしたWEBアニメ『薄明の翼』では特別編（第8話）にてネズのポケモンでありゲームと同様に「マキシマイザズ」のメンバーとして登場。
漫画『ポケットモンスターSPECIAL ソード・シールド編』では剣創人のバチンキーが進化した姿として登場。
キョダイマックスのすがた
高さ28.0m～。切り株ドラムが下半身にくっついたドラムセットのような外見となった。スティックの数が6本に増え、長く伸びた髪を触手のように操ることで全てのスティックを持つことができる。くさタイプの技がキョダイマックスわざの「キョダイコランダ」になり、威力が160で固定され、さらに相手の特性を無視して攻撃する。なお、ガラル御三家のキョダイマックスわざはすべて同じ効果。「鎧の孤島」で追加。
トレーナーでは主人公が最初にヒバニーを選んだ場合はライバルのホップがガラルスタートーナメントで使用。
テレビアニメ第7シリーズではダンデの持つ個体が登場。

## ヒバニー
| 分類: うさぎポケモン | タイプ: ほのお     | 高さ: 0.3m   | 重さ: 4.5kg        |
| 特性: もうか         | かくれ特性: リベロ | 進化前: なし | 進化後: ラビフット |

白いウサギのような姿をしたポケモン。鼻の上に絆創膏のような模様がある。元気が良く、足に火花を放ちながら走り回り準備運動をする。これにより炎エネルギーが体を巡り、本来のパワーを発揮できるようになる。胸部に「ほのおぶくろ」と呼ばれる粘度の高いほのおエネルギーを溜める器官を持つ。
かくれ特性の「リベロ」は第8世代から新たに登場した特性であり、「へんげんじざい」と同じく自分の使った技と自分のタイプが同じになる特性。また、『スカーレット・バイオレット』では戦闘に出た1回のみ変化する効果に変更された（これは「へんげんじざい」も同様）。
トレーナーでは主人公が最初にメッソンを選んだ場合はライバルのホップが手に入れそのまま使用し、サルノリを選んだ場合はチャンピオンのダンデが手に入れる。
テレビアニメ第7シリーズでは第4話で初登場し、続く第5話でゴウ（声 - 山下大輝）にゲットされ彼のパートナーになった。声優はロケット団のムサシ役の林原めぐみ。
漫画『ポケットモンスターSPECIAL ソード・シールド編』では盾シルドミリアのポケモンとして登場。

## ラビフット
| 分類: うさぎポケモン | タイプ: ほのお     | 高さ: 0.6m       | 重さ: 9.0kg          |
| 特性: もうか         | かくれ特性: リベロ | 進化前: ヒバニー | 進化後: エースバーン |

ヒバニーの進化形。体毛が赤と黒になり、シャツを着ているような容姿をしている。鼻の上にあった模様が額に移り、カチューシャのようになった。その体毛で寒さに強くなり、炎技もより強力になった。進化によって脚力がより上がっており、手はポケットのような毛に潜り込ませている。これは足技の訓練のために手を使わないだけでなく、体温が逃げてしまうのを防ぐ効果もある。高い木に実っている木の実を蹴落として、リフティングして食べる。また、キックだけでなく額を炎で熱くして頭突きを繰り出す攻撃も強力である。
トレーナーでは主人公が最初にメッソンを選んだ場合はライバルのホップが進化前に引き続き使用。
テレビアニメ第7シリーズでは第17話でゴウのヒバニーがラビフットに進化した姿として登場し、進化したことにより感情をあまり出さないクールな性格となりゴウにそっけない対応をするせいでゴウに嫌われていると思われパートナー解消の危機に陥ったこともあった。声優は進化前と同様に林原めぐみ。
漫画『ポケットモンスターSPECIAL ソード・シールド編』では盾シルドミリアのヒバニーが進化した姿として登場。当初はニックネームを付けていなかったが、手持ちが全て帰った後に付けると決めており、後に「ビット」と名付けた（名前の由来はコンピューターの単位である「ビット」から）。

## エースバーン
| 分類: ストライカーポケモン | タイプ: ほのお     | 高さ: 1.4m         | 重さ: 33.0kg |
| 特性: もうか               | かくれ特性: リベロ | 進化前: ラビフット | 進化後: なし |

ラビフットの進化形。より人型に近い体型となり、サッカー選手を思わせる外見になった。身体能力が高く、特に瞬発力・ジャンプ力・キック力は全ポケモンの中でトップクラス。それ故に体幹が強く、ボディバランスも優れているため、どのような体勢からでも強烈な蹴りを繰り出すことができる。応援されるとさらにテンションを上げるものの、スタンドプレーに走ってピンチを招いてしまう事がある。
小石をリフティングして炎のサッカーボールを作り、ものすごいシュートで相手を燃やす。専用技の「かえんボール」はそれに基づいている。もう一つの専用技である「コートチェンジ」は「ステルスロック」や「リフレクター」など味方や相手のフィールド状態を入れ替える。
トレーナーでは主人公が最初にメッソンを選んだ場合はライバルのホップが進化前に引き続き使いて、サルノリを選んだ場合はチャンピオンのダンデがヒバニーを最終進化させる形で使用し、ホップの個体はガラルスタートーナメントでキョダイマックスする。
テレビアニメ第7シリーズではオープニング映像にてゴウのラビフットが進化して先行登場しており、本編では第45話で進化を果たした。性格はラビフット時代よりヒバニー以来に明るくなっている。声優は進化前と同様に林原めぐみ。ダンデのポケモンとしても登場しており、こちらはかくれ特性「リベロ」を持つ個体である。また、キョダイマックスを披露している。こちらの声優は彼のリザードンと同様に三宅健太。
ゲーム『ソード・シールド』のストーリーを基にしたWEBアニメ『Pokémon Evolutions』では第1話のダンデの回想においてホップ（声 - 入野自由）のパートナーとして登場。
ゲーム『ソード・シールド』のストーリーを基にしたWEBアニメ『薄明の翼』では特別編（通算第8話）においてラビフットと共に登場し、花火を打ち上げた。
『Pokémon UNITE』では操作ポケモンとして登場。高い攻撃を活かした遠距離攻撃を得意とする。ユナイトわざは「ブレイズストライク」。
漫画『ポケットモンスターSPECIAL ソード・シールド編』では盾シルドミリアのラビフットが進化した姿として登場。性別は♂で、ニックネームは「ビット」。
キョダイマックスのすがた
高さ27.0m～。耳が長くなり、エースバーンの顔を扮した巨大な火の玉の上に乗っかっている。キョダイマックスわざの「キョダイカキュウ」は威力160固定で相手の特性を無視して攻撃する。「鎧の孤島」で追加。
トレーナーでは主人公が最初にメッソンを選んだ場合はライバルのホップがガラルスタートーナメントで使用。
テレビアニメ第7シリーズではダンデの持つ個体が登場。サトシ戦ではキョダイマックスピカチュウに敗れる。

## メッソン
| 分類: みずとかげポケモン | タイプ: みず           | 高さ: 0.3m   | 重さ: 4.0kg        |
| 特性: げきりゅう         | かくれ特性: スナイパー | 進化前: なし | 進化後: ジメレオン |

青いトカゲのような姿をしたポケモン。警戒心が強く少々臆病な性格。体をカメレオンのように透明にして背景に同化することが出来る。口から勢いよく水を狙い撃って木の実を撃ち落とす。メッソンの涙にはタマネギ100個分の催涙効果があり、危機回避に用いられる。
トレーナーでは主人公が最初にサルノリを選んだ場合はライバルのホップが手に入れそのまま使用し、ヒバニーを選んだ場合はチャンピオンのダンデが手に入れる。
テレビアニメ第7シリーズではオープニング映像に初登場し、劇中では第27話のラストシーンから登場して第28話でゴウにゲットされる。気弱でよく泣きだす。声優は千本木彩花。第8シリーズ（『リコとロイの旅シリーズ』）では第19話にてエンジンシティにて試合を観戦したシーンで小さく登場。
漫画『ポケットモンスターSPECIAL ソード・シールド編』ではNPC流用モブキャラクターのマナブのポケモンとして登場。ニックネームは「ナミダくん」。

## ジメレオン
| 分類: みずとかげポケモン | タイプ: みず           | 高さ: 0.7m       | 重さ: 11.5kg         |
| 特性: げきりゅう         | かくれ特性: スナイパー | 進化前: メッソン | 進化後: インテレオン |

メッソンの進化形。進化して二足歩行が可能になった。パッチリ目だったメッソンと違い、ジト目になっている。長く伸びる器用な舌はバトルや補色の時に便利で、普段は口の中にしまっているが、必要な時粘液まみれにして早打ちの如く高速で伸ばして獲物を捕食する。手の平から出る水分を使い頭脳戦を繰り広げる。頭はよくなったが一方で面倒くさがり。警戒心が強く、縄張りに敵が近づかないように罠を仕掛ける。
トレーナーでは主人公が最初にサルノリを選んだ場合はライバルのホップが進化前に引き続き使用。
テレビアニメ第7シリーズ第54話では画像に登場。後にゴウのメッソンが進化。進化した自分の姿にショックを受け（インテレオンに進化したと思い込んでいた）、一時期ゴウとすれ違ってしまう。泣かなくなったが、無気力な性格になっていてメッソンの時と同様、危機に瀕すると涙をみせる一面もある。声優は進化前と同様に千本木彩花。
漫画『ポケットモンスターSPECIAL ソード・シールド編』ではマナブのメッソンが進化した姿として登場。

## インテレオン
| 分類: エージェントポケモン | タイプ: みず           | 高さ: 1.9m         | 重さ: 45.2kg |
| 特性: げきりゅう           | かくれ特性: スナイパー | 進化前: ジメレオン | 進化後: なし |

ジメレオンの進化形。全体的に高身長で痩せ細ったカメレオンやバシリスクのような姿となった。非常に高い知能を持つインテリ風のポケモンで冷静沈着で思慮深く、紳士的な振る舞いを見せ、自分を認めたトレーナーには、絶対的な忠誠心を示す一面もある。ただし、根は進化前同様、怠け者でトレーナーが見ていない場所ではサボっている。バトルの時は相手の弱点や癖を分析して戦略を立てるという、その知能を生かした戦い方をする。目には体温で急所を見抜く特殊なレンズ、尻尾には鋭いナイフと様々な機能を隠し持つ。背中の膜でトビトカゲのように滑空をする。指先から放つ水は遠くにいる相手でも必ず命中する。専用技の「ねらいうち」はそれに基づいている。
トレーナーでは主人公が最初にサルノリを選んだ場合はライバルのホップが進化前に引き続き使いて、ヒバニーを選んだ場合はチャンピオンのダンデがメッソンを最終進化させる形で使用し、ホップの個体はガラルスタートーナメントでキョダイマックスする。
テレビアニメ第7シリーズの第54話では映画女優のジャクリーンのポケモンとして初登場。声優は光部樹。第78話にてゴウのジメレオンが進化した。進化後は完全に涙を見せる一面は無くなり、紳士的な性格になっている。こちらの声優は坂田将吾。ダンデのポケモンとしても登場しており、こちらは特性「スナイパー」による二丁拳銃の使い手として登場。「アクアジェット」による「カウンターシールド」でサトシのゲンガーを翻弄するも、キョダイマックスしたゲンガーの「ダイアシッド」を食らい敗北した。こちらの声優は三宅健太。なお、キョダイマックスは披露していない。
ゲーム『ソード・シールド』のストーリーを基にしたWEBアニメ『薄明の翼』では特別編（通算第8話）においてルリナと共にモデルとして撮影した後、シュートシティの飛行船の画面に映った。
ゲーム『ソード・シールド』のストーリーを基にしたWEBアニメ『Pokémon Evolutions』では第1話のダンデの回想においてマサル（声 - 田邊幸輔）のパートナーとして登場。
漫画『ポケットモンスターSPECIAL ソード・シールド編』ではマナブのジメレオンが進化した姿として登場。
キョダイマックスのすがた
高さ40.0m～。40mまで長くなった尻尾で塔のように直立し、その上から水で作った銃で相手を狙い撃つ。キョダイマックスわざの「キョダイソゲキ」は威力160固定で、相手の特性を無視して攻撃する。「鎧の孤島」で追加。
トレーナーでは主人公が最初にサルノリを選んだ場合はライバルのホップがガラルスタートーナメントで使用。

## ホシガリス
| 分類: ほおばりポケモン | タイプ: ノーマル         | 高さ: 0.3m   | 重さ: 2.5kg        |
| 特性: ほおぶくろ       | かくれ特性: くいしんぼう | 進化前: なし | 進化後: ヨクバリス |

リスのようなポケモン。ガラル地方のいたるところに住んでいる。木の実が好物で頬に木の実を入れないと不安がる。常に木の実を喰っているせいか見かけによらずタフである。木の実がなくて口寂しい時は小石を含んで耐えしのぐ。
野生の個体は主に木の実のなる木に生息している。
トレーナーでは「スカーレット・バイオレット」で主人公の先輩であるペパーが使用し、後にヨクバリスに進化した。
テレビアニメ第7シリーズでは第13話に登場しゴウにゲットされる。また、パーク内の食料を盗んだ事件を起こした張本人でもある。声優はサクラギ研究所の助手であるレンジ役の観世智顕。
第8シリーズ（『リコとロイの旅シリーズ』）では第8話にて町のポケモンで登場。第19話にてエンジンシティのスーパーにある食品売場でリコにオボンのみをオススメしていたポケモンとして登場した他、マードックの回想においてスイーツを食べていた。また、第27話では野生の個体でヨクバリスの仲間として数匹が登場。ドットのクワッスの「みずでっぽう」で逃げ出す。
ゲーム『ソード・シールド』のストーリーを基にしたWEBアニメ『薄明の翼』では第3話にてもう一人のスクールガールが連れていたポケモンとして登場。

## ヨクバリス
| 分類: よくばりポケモン | タイプ: ノーマル         | 高さ: 0.6m         | 重さ: 6.0kg  |
| 特性: ほおぶくろ       | かくれ特性: くいしんぼう | 進化前: ホシガリス | 進化後: なし |

ホシガリスの進化形。丸々と太ったリスのような外見をしている。非常に鈍い性格で体の2倍の長さもある尻尾に木の実を溜め込み過ぎてボロボロこぼしても全く気付かない。たとえ戦いの最中でも木の実の木を見つけると一目散に収穫に行く。倒されると尻尾に溜めた木の実を落とす。ガラル地方ではよく見るポケモンらしい。
トレーナーでは「スカーレット・バイオレット」で主人公の先輩であるペパーが偽竜のヌシ・ヘイラッシャ／シャリタツ（そったすがた）戦でホシガリスを進化する形で引き続き使用し、そのまま手持ちに加えている。
テレビアニメ第7シリーズ第47話ではゴウのホシガリスが大食い大会決勝戦の途中でヨクバリスに進化して優勝した。声優は進化前と同様に観世智顕。
アニメ第8シリーズ（『リコとロイの旅シリーズ』）では第18話のフリード博士の回想にてチャンプルタウンの宝食堂に訪れていたジムリーダー兼四天王のアオキ（ゲーム「スカーレット・バイオレット」と同様にざるそばを食べていた）の隣にいたポケモンとして登場。また、第27話（『テラパゴスのかがやき』第2話）ではワイルドエリアに生息している野生の個体として登場。ロイがホゲータにクラボの実を落としてそれを奪おうとしていた（ホゲータはヨクバリスが木の実を預かるつもりで渡していたが、実際は奪い取るつもりだった）ため、ロイに見逃してもらおうとするも断られたため仲間のホシガリスたちにホゲータを襲わせる。その後、ホシガリスはドットのクワッスによって追い払われたものの結局はクラボの実を持ち去って行ってしまった。

## ココガラ
| 分類: ことりポケモン             | タイプ: ひこう       | 高さ: 0.2m   | 重さ: 1.8kg        |
| 特性: するどいめ/ きんちょうかん | かくれ特性: はとむね | 進化前: なし | 進化後: アオガラス |

体の色は青く、コガラのようにずんぐりとした小鳥のようなポケモン。勇敢な性質でどんな敵にも勇敢に挑みかかり、返り討ちに遭ううちに鍛えられる。小さい体で機敏に飛び回る事で体の大きな相手にも対抗する。目の周りの白い模様は気弱な相手を怯ませる。メスはオスより神経質で、羽を汚されると烈火のごとく怒りくちばしでつつきまくる。
テレビアニメ第7シリーズでは第46話で映像で初登場し、第50話では本物が登場した。

## アオガラス
| 分類: カラスポケモン             | タイプ: ひこう       | 高さ: 0.8m       | 重さ: 16.0kg         |
| 特性: するどいめ/ きんちょうかん | かくれ特性: はとむね | 進化前: ココガラ | 進化後: アーマーガア |

ココガラの進化形。進化したことで青いカラスのような姿になった。ヤミカラスとドンカラス以来のカラスポケモン。脳みそが他の鳥ポケモンより大きいため道具を巧みに扱うなど実在のカラスのように頭がいい。相手の力量を正確に判断する力にも長ける。
テレビアニメ版では第7シリーズ（『新無印編』）のオーディオドラマにおいて初登場。ダンデがハロンタウンからブラッシータウンにリザードンに乗って行こうとした途中で彼と競走した（その結果、熱が入ってしまいナックルシティに到着していた）。また本編には未登場だったものの、第8シリーズ（『リコとロイの旅シリーズ』）の第15話にて野生の個体として本編で初登場を果たす。リコを探していた途中にてボウルタウンの上空でカトラリー（フォークやナイフ）等を持って飛んでいた所をロイのカイデンがそれにつられて追いかけていき、何処かへ去って行った（カイデンは描写は無いもののロイの元に戻った）。しかし、結果としてロイとホゲータがライジングボルテッカーズのメンバーとはぐれてしまい、スピネルのオーベムによって一部の記憶を失ったリコとニャオハ（およびスマホロトム）が彷徨っているハッコウシティに辿り着く事となる。

## アーマーガア
| 分類: カラスポケモン               | タイプ: ひこう/ はがね     | 高さ: 2.2m         | 重さ: 75.0kg |
| 特性: プレッシャー/ きんちょうかん | かくれ特性: ミラーアーマー | 進化前: アオガラス | 進化後: なし |

アオガラスの進化形。黒いカラスのようなポケモン。全身を鎧のような羽で覆っており、その黒光りする体には敵を威圧する効果もある。野生ではエアームドとの激しい空中戦を繰り広げる事が多いが、ガラル地方の空ではアーマーガアに敵う者はないと言われる。知能も高く賢い為、ガラル地方では「空飛ぶタクシー」として、行ったことのある場所に連れていってくれるというライドポケモンのような役割をしている。天敵はデカヌチャンで、ハンマーで飛ばされた岩によって撃ち落とされる事が多いパルデア地方ではタクシーの仕事は任せられておらず、同地方では4匹のイキリンコが代わりを務めている。
かくれ特性の「ミラーアーマー」は、攻撃技を受けた際の追加効果を含む能力低下効果を全て跳ね返す。
デザインはありがひとしが担当した。
トレーナーではライバルのホップや、道場主のマスタードが使用し、ホップの個体はチャンピオンカップでキョダイマックスする。「スカーレット・バイオレット」では四天王のポピーが使用する。
テレビアニメ第7シリーズ（『新無印編』）では第2話にてルギアとバトルする男性トレーナー（声 - 三宅健太）のポケモンとして初登場し、「はがねのつばさ」を使用したが、あまり効果がなかった。第68話ではシゲルが拾ったファイヤーの羽を回収した。第99話ではゴウをポケモンWCSまで送り届けた。第100話ではワイルドエリアにて野生の個体が2羽登場。子供のココガラの1羽が何らかで怪我を負っていた為に気が立ってしまい、周囲のポケモン達を追い払っていたが、ダンデが相手になった事で落ち着きを取り戻し、怪我を負っていたココガラもダンデにより治療された。声優は三木眞一郎、清水理沙。また、オープニング映像およびエンディング映像にも登場。
テレビアニメ第8シリーズ（『リコとロイの旅シリーズ』）ではエクスプローラーズのメンバーでありリーダーでもあるアメジオ（声 - 堀江瞬）のポケモンとして第2話から登場。主にライド用として活躍する。使用する技は「エアスラッシュ」、「ぼうふう」（どちらも第5話から使用）。また、アーケードゲーム『ポケモンメザスタ』ゴージャススター1弾のバトルでは「ブレイブバード」も覚えている。他にも第26話（『テラパゴスのかがやき』第1話）から変更されたオープニング映像ではアメジオのソウブレイズとトレーニングを行っている様子が描かれた。
ゲーム『ソード・シールド』のストーリーの前日譚を描いたWEBアニメ『薄明の翼』ではゲームと同様にタクシー運転手（声 - 萩野晴朗）のパートナーとして登場。声優は古島清孝。
ゲーム『スカーレット・バイオレット』のストーリーの前日譚を描いたWEBアニメ『放課後のブレス』では第1話の冒頭にて野生の個体が登場。コレクレー（とほフォルム）が拾ったコインを奪い取るが、オレンジアカデミーの男性生徒の手持ちであるデカヌチャンに襲われるが、慌てる様子もなく悠々と飛び去っていった（どうやら狙われる身とはいえそこまで脅威にも感じていないようである）。声優は佐藤健輔。
キョダイマックスのすがた
高さ14.0m～。全身のアーマーが強化され、空中戦がさらに得意となり地上の相手にも強くなった。翼の後ろには「ブレードバード」という羽根があり、遠隔操作により鳥のように標的に向けて飛ばし相手を切り裂く。ひこうタイプの技が「キョダイフウゲキ」となり、攻撃後、各種フィールドや、相手の場にかかっている効果（しろいきり、リフレクターなど）をすべて吹き飛ばす「きりばらい」に似た追加効果がある。
ゲームではライバルのホップがチャンピオンカップで使用する。
テレビアニメ第7シリーズ（『新無印編』）では第71話から第135話までのエンディング映像のラストのみで初登場。

## サッチムシ
| 分類: ようちゅうポケモン     | タイプ: むし           | 高さ: 0.4m   | 重さ: 8.0kg        |
| 特性: ふくがん/ むしのしらせ | かくれ特性: テレパシー | 進化前: なし | 進化後: レドームシ |

幼虫のようなポケモン。体に生えた毛で様々な情報を常に察知しており、とても賢いが力はいまいちである。畑でよく見かける。
テレビアニメ版では第7シリーズ（『新無印編』）では未登場だったものの、第8シリーズ（『リコとロイの旅シリーズ』）では第24話にて野生の個体として初登場。古城近くの森に棲んでおり、アメジオたちが侵入してきたことをダイアナに伝えた。その後の第25話ではオニキスのキョジオーンによってしおづけ状態にされていたが、描写は無いものの後にダイアナが救出したおかげで大事には至らなかった。

## レドームシ
| 分類: レドームポケモン       | タイプ: むし/ エスパー | 高さ: 0.4m         | 重さ: 19.5kg     |
| 特性: ふくがん/ むしのしらせ | かくれ特性: テレパシー | 進化前: サッチムシ | 進化後: イオルブ |

サッチムシの進化形。サナギのようなポケモンで、まるで死んだかのように動かないが生きている。飲まず食わずじっとしているうちにサイコパワーに目覚めたらしい。成長するまでレドーム状の殻からパワーを放ち周囲の様子を探る。殻の全体に規則的に並ぶ斑点模様は常に点滅し、より強いサイコパワーを使う時や戦う時などの際には強く光る。
テレビアニメ第7シリーズ（『新無印編』）では第115話で初登場し、その後は第129話・第130話・第131話・第132話にも登場。

## イオルブ
| 分類: ななほしポケモン         | タイプ: むし/ エスパー | 高さ: 0.4m         | 重さ: 40.8kg |
| 特性: むしのしらせ/ おみとおし | かくれ特性: テレパシー | 進化前: レドームシ | 進化後: なし |

レドームシの進化形。レディアンなどのテントウムシのような姿になった。翅に見える部分は実は頭で、その中に脳が入っているためポケモンの中でも特に賢い。浮いているのはサイコパワーの原理であるため、飛ぶ時も翅は広げない。その観測範囲は10㎞にも及ぶ。
テレビアニメ第7シリーズ（『新無印編』）では第46話の冒頭で野生の個体として初登場。
第8シリーズでは54話にてスピネルに雇われた護衛トレーナーのポケモンとして登場。ミルホッグやキリキザンと共にフリードやキャプテンピカチュウを侵入者とみなし襲うも、キャプテンピカチュウにまとめて倒される。
キョダイマックスのすがた
高さ14.0m～。頭がさらに巨大化してUFOのような外見となる。頭が大きくなったことで脳みそが中心になり、圧倒的な知識と膨大なサイコエネルギーを持つようになった。パワーを振り絞ると周りにいるすべての者の心を操る。エスパータイプの技がキョダイマックス技「キョダイテンドウ」に変わる。使用後は「じゅうりょく」状態になる。
テレビアニメ第7シリーズ（『新無印編』）では第71話から第135話までのエンディング映像のラストのみで初登場。

## クスネ
| 分類: きつねポケモン     | タイプ: あく         | 高さ: 0.6m   | 重さ: 8.9kg          |
| 特性: にげあし/ かるわざ | かくれ特性: はりこみ | 進化前: なし | 進化後: フォクスライ |

キツネのようなポケモン。茶色い毛並みと大きな尻尾がトレードマーク。非常にずる賢い性格。足音を立てずに歩いて他のポケモンから餌を盗む。ホウキ状の尻尾で足跡を消すため、足跡は残らない。
テレビアニメ第7シリーズでは第4話にてヒバニーの仲間として3匹登場。ヒバニーと共に食料を盗んでいたが、ゴウから世界の広さを知ったヒバニーを後押しした。声優は清水理沙、真堂圭、千本木彩花。

## フォクスライ
| 分類: きつねポケモン     | タイプ: あく         | 高さ: 1.2m     | 重さ: 19.9kg |
| 特性: にげあし/ かるわざ | かくれ特性: はりこみ | 進化前: クスネ | 進化後: なし |

クスネの進化形。スマートな体つきになり、目元はマスクをしているような黒い毛におおわれている。進化した後も獲物の手に入れ方は盗みであり、身軽な身体や鋭いツメ、マーキング能力を活かして確実に盗んでいく。天敵はパルスワン。
テレビアニメ第7シリーズではかつてヒバニー（後にエースバーンにまで進化）の仲間だった3匹のクスネが進化して初登場。声優は3匹とも進化前と同じく清水理沙、真堂圭、千本木彩花。

## ヒメンカ
| 分類: はなかざりポケモン     | タイプ: くさ       | 高さ: 0.4m   | 重さ: 2.2kg        |
| 特性: わたげ/ さいせいりょく | かくれ特性: ほうし | 進化前: なし | 進化後: ワタシラガ |

花のような姿をしたポケモン。風に吹かれ飛ばされることで移動する。花粉には治療効果があり、ガラル地方ではこれを煮出して飲む風習がある。また、アブリーもこの花粉を好んで集めている。
系統専用特性の「わたげ」は攻撃を受けると綿毛をばら撒いて自分以外の素早さを下げる。
テレビアニメ第7シリーズでは第100話に野生の個体が複数登場。そのうち1匹はゴウにゲットされた。声優は彼のスマホロトム役のマリナ・アイコルツ。

## ワタシラガ
| 分類: わたかざりポケモン     | タイプ: くさ       | 高さ: 0.5m       | 重さ: 2.5kg  |
| 特性: わたげ/ さいせいりょく | かくれ特性: ほうし | 進化前: ヒメンカ | 進化後: なし |

ヒメンカの進化形。頭が木綿の綿毛のような姿をしているポケモン。
頭の綿毛は相手からの攻撃を和らげるためのクッションの役割をしている。この綿毛から作られた糸は光沢があり美しい、ガラル地方の名産品。特にモンメンの綿と混ぜて織った生地は高級品とされる。種は栄養満点。
トレーナーではジムリーダーのヤローが使用し、初戦ではエースポケモンになりダイマックスさせる。
『Pokémon UNITE』では操作ポケモンとして登場。攻撃は高くないものの補助技を駆使して味方をサポートするのが得意。ユナイトわざは「わたげのまい」。

## ウールー
| 分類: ひつじポケモン     | タイプ: ノーマル     | 高さ: 0.6m   | 重さ: 6.0kg          |
| 特性: もふもふ/ にげあし | かくれ特性: ぼうだん | 進化前: なし | 進化後: バイウールー |

ヒツジのようなポケモン。体毛は衣類などに利用され、ガラル地方では名産品となっている。刈られても三ヶ月後にはまた生える。この体毛は高いクッション性がある為、うっかり崖から落ちてしまっても平気。ただ、伸びすぎると動けなくなる。移動の際は転がって移動する。
ゲームではライバルのホップが使用する。とある事情で一時スランプに陥っていた時は使用しなかったが、後にバイウールーに進化した。
テレビアニメ第7シリーズではエンディング映像で初登場し、劇中には第5話に登場。別の回では大群がダイマックスして登場。また、ゲームと同様にホップのポケモンとしても登場しているが、ピカチュウの「アイアンテール」で一撃でやられてしまった。
テレビアニメ第8シリーズ（『リコとロイの旅シリーズ』）では第19話にてマードックの回想において登場した他、第27話（『テラパゴスのかがやき』第2話）ではワイルドエリアに生息している野生の個体として2体がムンナと共に登場。
ゲーム『ソード・シールド』のストーリーを基にしたWEBアニメ『薄明の翼』では第3話にてゲームと同様にホップ（声 - 三瓶由布子）のポケモンとして登場。兄のダンデのリザードンに嫉妬して家出するが、ホップの気持ちを知り和解した。後に特別編（通算第8話）においてバイウールーに進化した。声優は愛河里花子（進化後も同様）。

## バイウールー
| 分類: ひつじポケモン           | タイプ: ノーマル     | 高さ: 1.3m       | 重さ: 43.0kg |
| 特性: もふもふ/ ふくつのこころ | かくれ特性: ぼうだん | 進化前: ウールー | 進化後: なし |

ウールーの進化形。姿はジャコブヒツジに似ており、名前の通り体毛が倍になり、角も長く伸びた。体毛は弾力性があり、カーペットはトランポリンのように跳ね上がる。角は自分をアピールするためのもので、攻撃には使わない。そのため、「みだれづき」や「メガホーン」などといった刺突系の物理攻撃技を覚えない。
ゲーム中ではホップが進化前に引き続き使用する。
ゲーム『ソード・シールド』のストーリーを基にしたWEBアニメ『薄明の翼』では特別編（通算第8話）にてホップのウールーが進化した姿として初登場。声優は進化前と同様に愛河里花子。
テレビアニメ第7シリーズでは第127話で初登場。ロケット・ガチャットから排出されたポケモンとしてコジロウが使用し、「たいあたり」を覚えている。ムサシが使用したウッウの攻撃により油断していたエースバーンに一撃を入れていた。

## カムカメ
| 分類: くいつきポケモン               | タイプ: みず         | 高さ: 0.3m   | 重さ: 8.5kg        |
| 特性: がんじょうあご/ シェルアーマー | かくれ特性: すいすい | 進化前: なし | 進化後: カジリガメ |

青いリクガメのようなポケモン。頭に生えた角は岩のような硬さ。目の前のものをすぐ噛み付く癖があり、これは生えかけの歯がかゆいから。仲間の角に噛みつきじゃれあう。一度噛み付いたら離さない。噛みついた枝を掴んで食らいつき続ける時間を競う遊びが子供に人気。
テレビアニメ第7シリーズでは第13話で初登場。ロケット団がカジリガメを探していたところをムサシの髪に噛み付いており、そのままサカキに献上された。第17話で再登場し、強力なパワーで相性がいいとはいえ一度はゴウのヒバニーを一撃で倒し、再戦ではヒバニーがラビフットに進化し敗れた。その強さはサトシも認めたほど。第58話にも再登場し、ナエトルとレースをする。他にも別個体が第27話にも登場。

## カジリガメ
| 分類: かみつきポケモン               | タイプ: みず/ いわ   | 高さ: 1.0m       | 重さ: 115.5kg |
| 特性: がんじょうあご/ シェルアーマー | かくれ特性: すいすい | 進化前: カムカメ | 進化後: なし  |

カムカメの進化形で、どちらもカミツキガメ科であるカミツキガメやワニガメのようなポケモン。頑丈なアゴと鋭い牙は岩や鉄骨ですら噛み砕くほどのパワーを持ち、足の筋肉のおかげで速く走れる。甲羅はかなり重く、足腰で支えている。亀らしく首は伸び縮みし、離れた相手すらもその鋭い牙で仕留める。性格はかなり狂暴で優れたトレーナーでないと扱いが難しく、育てるのを放棄し手放すトレーナーも多い。
「ソード・シールド」ではジムリーダーのルリナが使用し、切り札となっている。再戦時はキョダイマックスする個体に差し替えられている。「スカーレット・バイオレット」では元ジムリーダーでアカデミー教師のタイムが使用する。
テレビアニメ第7シリーズ（新無印編）では第12話および第13話にて野生の個体が登場。ロケット団にゲットされかけたところをキョダイマックスし、暴走するが、同じくキョダイマックスしたサトシのピカチュウに敗れ元に戻った。
劇場版『ポケットモンスター ココ』ではとあるトレーナーのポケモンとして登場。車に驚き暴走するも、ココになだめられる。
テレビアニメ第8シリーズ（『リコとロイの旅シリーズ』）では第27話（『テラパゴスのかがやき』第2話）にてワイルドエリアに生息している野生のポケモンとして登場。こちらは普段の凶暴な性質とは正反対の温厚でのんきな性質の個体である。
キョダイマックスのすがた
高さ24.0m～。四足歩行から二足歩行となった。その巨体で相手を押し潰す。顔は甲羅にすっぽり覆われ隠れているものの、顔を急激に出して攻撃の力と噛み付きの力がアップする。大昔巨大な岩を噛み砕いて、洪水をせき止めたという逸話もある。みずタイプの技がキョダイマックス技「キョダイガンジン」になり、攻撃後に相手の場にステルスロックを設置し、交代して出てきたポケモンにいわタイプとの相性に依存する割合ダメージを与える。
テレビアニメ第7シリーズでは第12話および第13話で野生の個体がキョダイマックスする形で登場。最後は同じくキョダイマックスしたサトシのピカチュウに敗れ元に戻った。他にも第71話から第135話までのエンディング映像のラストのみで登場。

## ワンパチ
| 分類: こいぬポケモン | タイプ: でんき     | 高さ: 0.3m   | 重さ: 13.5kg       |
| 特性: たまひろい     | かくれ特性: びびり | 進化前: なし | 進化後: パルスワン |

ウェルシュ・コーギーのような姿をしたポケモン。元気が良く、走り回ることで体内の発電器官によりエネルギーを蓄える。ガラル地方では牧羊犬として人気だが、人の仕事を手伝う理由は専らおやつ欲しさ。動くものに反応する習性があり、ワンパチに道具を持たせていない時にポケモンゲットに失敗すると、投げたボールを拾ってくる（特性「たまひろい」）。
テレビアニメ第7シリーズでは第2話からサクラギ博士の娘であるコハルに懐いているサクラギ博士のポケモンとして登場。コハルのイーブイやサトシのピカチュウたちと仲が良い。声優はロケット団のニャース役の犬山イヌコ。
ゲーム『ソード・シールド』のストーリーを基にしたWEBアニメ『薄明の翼』では第3話にてハロンタウンにいた男性老人のポケモンとして登場し、ウールーを追いかけ回した（老人は眠っていたため気付かなかった）。なお、鳴き声はゲーム本編同様「イヌヌワン！」となっている。声優は愛河里花子。第4話および第8話では別個体がゲームと同様にソニアのポケモンとして登場。
漫画『ポケットモンスターSPECIAL ソード・シールド編』ではゲームと同様にソニアのポケモンとして登場。

## パルスワン
| 分類: いぬポケモン   | タイプ: でんき     | 高さ: 1.0m       | 重さ: 34.0kg |
| 特性: がんじょうあご | かくれ特性: かちき | 進化前: ワンパチ | 進化後: なし |

ワンパチの進化形。体格がグレート・デーンのように一変し、猟犬らしい姿になった。電気エネルギーを足に蓄えアシストすることにより、時速90キロを超えるスピードで三日三晩休まず走れる。フォクスライの天敵。
テレビアニメ版では第7シリーズ（『新無印編』）では未登場だったものの、第8シリーズ（『リコとロイの旅シリーズ』）では第27話（『テラパゴスのかがやき』第2話）にてワイルドエリアにいた野生のポケモンとして2体が登場し、1体は様子を見ており、もう1体は眠っていた。
漫画『ポケットモンスターSPECIAL ソード・シールド編』では第43話（最終話）でソニアのワンパチをが進化した形で登場。

## タンドン
| 分類: せきたんポケモン         | タイプ: いわ     | 高さ: 0.3m   | 重さ: 12.0kg       |
| 特性: じょうききかん/ たいねつ | かくれ特性: なし | 進化前: なし | 進化後: トロッゴン |

石炭を寄せ集めたような姿をしたポケモン。実際、体の成分は石炭とほぼ一緒である。暗い洞窟に住み着いており、赤い一つ目で暗がりを周囲を照らして様子を伺う。車輪状の足も一つだけあり、この足を転がして一輪車の様に洞窟内を動き回る。戦闘では体の石炭の欠片を周囲に飛ばす様子が確認できる。およそ400年前に発見されたポケモンであり、ガラル地方では約100年前にはタンドンの体から取れる石炭を燃料に生活していた人が多く、今でもアウトドアでは活用されている。晴れた日は草原を走り回り、足に絡まった草を食べる。石のポケモンゆえに、石を住処にしているイシズマイを苦手としている。
系統専用特性の「じょうききかん」はみず・ほのおタイプの技を受けると素早さが6段階上がる。フィールド上ではタマゴの孵化を早める。
テレビアニメ版では第7シリーズ（『新無印編』）では未登場だったものの、第8シリーズ（『リコとロイの旅シリーズ』）では第3話から使用されたエンディング映像（第25話まで使用）で初登場し、本編では第20話にてカブの弟子でありエンジンジムのジムトレーナーの見習いでもあるワカバ（声 - 日高里菜）のポケモンとして登場。リコとロイのトレーニングの成果を見るべく、カブのマルヤクデとタッグを組んでリコのニャオハとロイのホゲータとバトルするが、ワカバ共々カブのマルヤクデの迫力に圧されてバトルに介入できずにいたが、カブがロイに勝利した後はワカバがリコとのバトルを任された事でリコのニャオハとバトルになる。相性の悪さから「このは」で劣勢になるも、ジムトレーナーを目指すワカバに躊躇ったリコが気を遣ったつもりで降参してしまい、「それで勝っても嬉しくない」と怒ったワカバはバトルを放棄してしまう（後にカブからその優しさを諭されたリコは自分の間違いに気づいて反省し、すぐワカバに謝罪し和解した）。使用する技は「うちおとす」、「こうそくスピン」。余談だが、カブが12.0kgあるタンドンを片手で持つ場面がある。

## トロッゴン
| 分類: せきたんポケモン               | タイプ: いわ/ ほのお | 高さ: 1.1m       | 重さ: 78.0kg         |
| 特性: じょうききかん/ ほのおのからだ | かくれ特性: もらいび | 進化前: タンドン | 進化後: セキタンザン |

タンドンの進化形。名前の通りトロッコのような外見をしており、4本の足を車輪のように回転させ移動する。その速さは時速30㎞にもなる。体の中で石炭を作り背中に乗せている。移動の最中、背中から石炭を落とすことも稀にあり、それを拾って生活した人もいた。それでも背中の石炭の山が崩れにくいのは、体内で作られるコールタールのおかげ。摂氏1000度の炎を噴き出す。感情が高ぶると体内の温度が上昇し、忙しく走り回る。
アニメ版ではゲーム『ソード・シールド』のストーリーを基にしたWEBアニメ『薄明の翼』で初登場を果たし、第5話では炭鉱所で働いている様子が描かれ、特別編（通算第8話）ではシュートシティの屋台を走り回っていた。
また、テレビアニメ版の方は第7シリーズ（『新無印編』）では未登場だったものの、第8シリーズ（『リコとロイの旅シリーズ』）では第2話で初登場を果たし、ライジングボルテッカーズの飛行船である「ブレイブアサギ号」の滑車を回転させることで動力源として活躍する。第21話ではマグマッグと共に雨で濡れていたリコ達の服や洗濯したぐるみんの着ぐるみを乾燥した。第22話のおまけコーナーである『フリード博士のポケモンゼミ』では「ブレイブアサギ号に欠かせないクルー」と紹介されている。別個体は第22話にてガラル鉱山で作業していた作業員のポケモンとして2体登場し、一体は何か（ガラルファイヤー）から逃亡し、もう一体は作業員と共に倒れていた。

## セキタンザン
| 分類: せきたんポケモン               | タイプ: いわ/ ほのお | 高さ: 2.8m         | 重さ: 310.5kg |
| 特性: じょうききかん/ ほのおのからだ | かくれ特性: もらいび | 進化前: トロッゴン | 進化後: なし  |

トロッゴンの進化形。二足歩行が可能になり、ゴローニャやドサイドンのように左右非対称に岩を寄せ集めた怪獣じみた外見へと変化した。普段は穏やかだが、戦いになると体を大きく揺らして背中の石炭の山から火の粉をまき散らして周囲を焦がして威嚇する。もし人間に鉱山が荒らされると、摂氏1500度の炎で体を燃やしてのしかかって敵を懲らしめ、焼き尽くす。
専用技の「タールショット」は煮えたぎったねばねばのタールを浴びせて素早さを下げると同時に、浴びたポケモンはほのおタイプに弱くなるいわタイプの変化技。
トレーナーでは「ソード」でジムリーダーのマクワがエースポケモンとして使用し、キョダイマックスを行う。「スカーレット・バイオレット」ではスター団のメロコとアカデミー教師のタイムが使用する。
アプリゲーム『ポケモンマスターズEX』でゲーム「ソード」と同様にジムリーダーのマクワ（声 八代拓）が使用し、バディーズダイマックスわざではキョダイマックスを行う。
テレビアニメ第7シリーズでは第43話で初登場。ブラックナイトの影響で発生したダイマックスの光を浴びてキョダイマックスしてしまい、サトシ達の活躍で元に戻ったものの（その際は座っている可愛らしい様子を見せている）、被害を受けた鉱山の作業員たちに事態を飲み込めていないまま罵倒され、石をぶつけられたが、表情を変えず平然と去って行った（しかし、その直後にサトシが庇ったことで気まずかったのか、作業員たちは作業場へ戻って行った）。
ゲーム『ソード・シールド』の前日譚を描いたWEBアニメ『薄明の翼』第5話ではゲームと同様にジムリーダーのマクワが母であるメロンとの対戦で使用し、キョダイマックスを行った。
キョダイマックスのすがた
高さ42.0m～。頭の上の石炭がさらに積み重なり、火山のような見た目になった。胴体は巨大な竈になっており2000度の炎が燃え盛っている。かつて大寒波に襲われたとき、巨大なストーブとなって多くの命を救ったといわれている。いわタイプの技がキョダイマックス技「キョダイフンセキ」に変化、攻撃後に相手の場を岩で囲って、いわタイプを持たないポケモンに毎ターンダメージを与え続ける。

## カジッチュ
| 分類: りんごぐらしポケモン     | タイプ: くさ/ ドラゴン | 高さ: 0.2m   | 重さ: 0.5kg      |
| 特性: じゅくせい/ くいしんぼう | かくれ特性: ぼうだん   | 進化前: なし | 進化後: 本文参照 |

幼虫のようなポケモン。常にリンゴの中に入っているが、リンゴから目と尻尾が出ている。一生をりんごの中で暮らす習性があり、天敵のとりポケモンに襲われないように身を隠す。体の水分が抜けると弱るためそれを防ぐのも理由のひとつ。むしポケモンのように思われがちだが、むしタイプではない。暮らすりんごの中身を食べながら成長するが、その味によって進化が決まる。片想いの相手にカジッチュをプレゼントすると両想いになるという都市伝説がある。また、体液でリンゴの皮の強度を高めているためリンゴが腐ることはない。
また、本体はゲーム本編では見えないが、『New ポケモンスナップ』ではとある条件で本体を見ることができる。
進化に使用するアイテムが「すっぱいりんご」ならアップリューに、「あまーいりんご」ならタルップルに進化する。また、次回作の『スカーレット・バイオレット』の有料追加コンテンツ『ゼロの秘宝 前編・碧の仮面』ではカミッチュにも進化が可能となり、こちらは「みついりりんご」で進化する。さらに、カミッチュに「ドラゴンエール」を覚えさせてレベルアップすると、カミツオロチにまで進化する。
系統専用特性の「じゅくせい」は木の実の効果が2倍になる。
テレビアニメ第7シリーズ（「新無印編」）では第101話の冒頭でゴウの回想シーンで初登場。
テレビアニメ第8シリーズ（『リコとロイの旅シリーズ』）では第24話にてリコの祖母であるダイアナの棲んでいる古城にいる野生のポケモンとして登場。その後の第25話では襲撃してきたオニキスのキョジオーンによってしおづけ状態にされていたが、描写は無いものの後にダイアナが救出したおかげで大事には至らなかった。
ゲーム『ソード・シールド』のストーリーを基にしたWEBアニメ『薄明の翼』では特別編（通算第8話）にてヨロイじまの集中の森にいたポケモンとして登場した他、シュートシティの屋台でこのポケモンに似たりんご飴が売られていた。

## アップリュー
| 分類: りんごばねポケモン       | タイプ: くさ/ ドラゴン | 高さ: 0.3m         | 重さ: 1.0kg  |
| 特性: じゅくせい/ くいしんぼう | かくれ特性: はりきり   | 進化前: カジッチュ | 進化後: なし |

カジッチュの進化形のひとつ。リンゴの羽を生やした翼竜のような外見。金属をも溶かす程の強酸性の液体をほお袋に溜めており、この液体が皮膚に付着すると火傷する。羽などを折り畳むことでリンゴの形に変形する事も出来る。歴戦のつわものとなった個体のリンゴは粘土色をしている。進化のためにはカジッチュに「すっぱいりんご」を使う必要がある。
専用技の「Gのちから」はニュートンの法則の如くリンゴを上空から落として攻撃すると同時に、相手の防御を下げるくさタイプの物理技。変化技「じゅうりょく」の効果が持続している状態で使うと威力が上がる。
「ソード」ではヤローが再戦時にエースポケモンとしてキョダイマックスする個体を使用する。「スカーレット・バイオレット」では四天王およびアカデミー教師のハッサクが使用する。
テレビアニメ第7シリーズ（「新無印編」）では第131話のラストのソニアが見上げてるあたりのシーンで観客席にいるポケモンとして初登場。
テレビアニメ第8シリーズ（『リコとロイの旅シリーズ』）では第24話にてリコの祖母であるダイアナの棲んでいる古城にいる野生のポケモンとして登場。55話ではハッサクのポケモンとして登場し、ロイのホゲータとコルサのオリーニョとバトル。ホゲータの食い意地を逆手に取った「Gのちから」や強力な「たつまき」で圧倒した。使用技は「アシッドボム」「Gのちから」「たつまき」「まもる」。
ゲーム『ソード・シールド』のストーリーを基にしたWEBアニメ『薄明の翼』では特別編（通算第8話）にてジムリーダーのサイトウと共に訪れていたカフェにいた女子トレーナーのポケモンとして登場。
キョダイマックスのすがた
高さ24.0m～。キョダイマックスしたタルップルと同じ姿。巨大なリンゴからヘビのような首が出ている。キョダイマックスのパワーによって蜜を増量させた結果この姿になった。猛烈に甘い蜜の臭いを出し、周りの者を気絶させてしまう。くさタイプの技がキョダイマックスわざの「キョダイサンゲキ」に変化し、巨大なリンゴを爆発させ、酸性のある液を浴びせ回避率を下げる。

## タルップル
| 分類: りんごじるポケモン       | タイプ: くさ/ ドラゴン   | 高さ: 0.4m         | 重さ: 13.0kg |
| 特性: じゅくせい/ くいしんぼう | かくれ特性: あついしぼう | 進化前: カジッチュ | 進化後: なし |

カジッチュの進化形のひとつ。四足歩行でアップルパイを背負った曲竜のような外見となっている。体から甘い臭いを出して、むしポケモンをおびき寄せる。背中の皮は昔は子供のおやつ代わりにもなったほど甘くておいしいという。グルトンなど、背中の蜜を狙う天敵にはベトベトで甘ったるい蜜を吹きかけ撃退する。耳のように垂れ下がっている部位は目となっている。進化のためにはカジッチュに「あまーいりんご」を使う必要がある。
専用技の「りんごさん」はすっぱいリンゴの酸を浴びせて攻撃し、相手の特防を下げるくさタイプの特殊技。
「シールド」ではジムリーダーのヤローが再戦時にエースポケモンとしてキョダイマックスする個体を使用する。
テレビアニメ第7シリーズ（『新無印編』）では第69話で初登場。ロケット・ガチャットから排出されたポケモンとしてムサシが使用し、コジロウが使用したバニプッチと共にペリッパーにおやつのように見せかけたため、ペリッパーがおやつを買いに行くきっかけを作った。ちなみにバニプッチ共々戦闘には出されていない。第115話ではモブとして登場。
テレビアニメ第8シリーズ（『リコとロイの旅シリーズ』）では第10話にて本物ではないが、ジムリーダーのコルサ（声 - 中井和哉）のアトリエに作品として登場。また、本物は第19話にてエンジンシティのバトルカフェのオーナーでありマードックの元パティシエ仲間であるミッチェル（声 - 緑川光）のパートナーとしてペロリームと共に登場。使用する技は「りんごさん」。
ゲーム『ソード・シールド』のストーリーを基にしたWEBアニメ『薄明の翼』では特別編（通算第8話）にてジムリーダーのサイトウと共に訪れていたカフェにいた女子トレーナーのポケモンとして登場。
キョダイマックスのすがた
高さ24.0m～。キョダイマックスしたアップリューと同じ姿。キョダイマックスによって蜜の粘度はさらに高くなり、ダメージを吸収する。この蜜を大量にぶちまけて、相手を窒息させる。くさタイプの技がキョダイマックスわざの「キョダイカンロ」に変化し、甘露のあるリンゴを爆発させ、味方の状態異常を回復させる。

## スナヘビ
| 分類: すなへびポケモン | タイプ: じめん         | 高さ: 2.2m   | 重さ: 7.6kg        |
| 特性: すなはき/ だっぴ | かくれ特性: すながくれ | 進化前: なし | 進化後: サダイジャ |

ヘビのようなポケモン。穴を掘りながら食べた砂を首の周りの砂袋に蓄え、敵に襲われた時に鼻から一気に吐き出し、敵が砂に怯んでいる間に地中に逃げる。ただし、鼻は砂を吐き出す能力に特化しすぎたためか、嗅覚はやや退化している。砂袋には8kgまで砂が入る。砂の中にもぐって獲物を待ち伏せするが、好奇心が強いため何かを見つけては気になっていきなり飛び出してくることがある。砂袋が膨らむ姿を真正面から見るとコブラのようにも見えるが毒は持たず、どくタイプの技もごく僅かしか覚えない。体の色や大きな鼻の穴からニシキヘビの方がイメージとして近い。
系統専用特性の「すなはき」は、相手から攻撃を受けると自動的に天気を「すなあらし」にする。
テレビアニメ第7シリーズ（『新無印編』）では第28話で初登場。ゴウがゲットしようとしたが、メッソンが泣きだしたため逃げられてしまった。

## サダイジャ
| 分類: すなへびポケモン | タイプ: じめん         | 高さ: 3.8m       | 重さ: 65.5kg |
| 特性: すなはき/ だっぴ | かくれ特性: すながくれ | 進化前: スナヘビ | 進化後: なし |

スナヘビの進化形。常にとぐろを巻いており、まさにとぐろを巻いたボールパイソンのような姿。首の周りにはドーナツ状の袋があり、この中に砂を溜める。独特なとぐろの巻き方は、砂をより効率よく噴出させるための工夫とされている。砂袋に入る砂の量も最大100kgまで増え、ダンプカーなどの大型車両をも押し流すほど。砂と同時に唾液で固まった鋭利な砂利も吐き出す。砂がなくなると途端に弱気になってしまうのが弱点。
テレビアニメ第7シリーズ（『新無印編』）ではプロジェクト・ミュウに参加している少女であるライラ（声 - 社本悠）の手持ちとして第113話で初登場。さだめのいせきでシュンヤのデスバーンと共にシゲルのカメックスとゴウのエースバーンとバトルするが、敗北した。使用技は「すなじごく」、「じならし」。
キョダイマックスのすがた
高さ22.0m～。起き上がり、飛躍的に長くなった体を竜巻のようにとぐろを巻いた姿になった。砂袋は萎んでいるが、体の周りには常に大量の砂が渦を巻いている。高速で回転するその砂の量は100トンを超え、高層ビルも粉々にするほどの破壊力がある。じめんタイプの技がキョダイマックス技「キョダイサジン」に変わり、攻撃後に相手全体を数ターンの間交代できなくしたうえで毎ターンダメージを与え続ける、「すなじごく」と同じ追加効果が発動する。
テレビアニメ第7シリーズ（『新無印編』）では第71話から第135話までのエンディング映像のラストのみで初登場。

## ウッウ
| 分類: うのみポケモン | タイプ: ひこう/ みず | 高さ: 0.8m   | 重さ: 18.0kg |
| 特性: うのミサイル   | かくれ特性: なし     | 進化前: なし | 進化後: なし |

鵜のようなポケモン。青く細い体でクチバシは黄色、首が長く目が大きい。
食欲旺盛で手ごろな大きさのものを何でも飲み込むが、獲物以外の誤飲に気づくとすぐに吐き出す。相手を一撃で打ち負かすほどパワフルだが、これは頭に回すエネルギーをギリギリまで節約してその分を戦いに回しているから。そのため記憶力が乏しく物事をすぐに忘れがちだが、トレーナーとの絆は決して忘れない。ただし、食べ物を取られるとトレーナーでも容赦しない。大きい餌を喉に詰まらせているウッウ程手強くなる。
特性「うのミサイル」により、「なみのり」「ダイビング」を使用した後、小さなポケモンを飲み込んだままの状態で戦闘を続行する。
うのみのすがた
餌であるサシカマスを飲み込んだ姿。この状態で相手の攻撃を受けると、吐き出して相手にダメージを与えつつ相手の防御を下げる。
まるのみのすがた
ウッウはごくまれに間違えて他のポケモンに喰らいついてしまう事があり、体力が半分近くなると決まってピカチュウを飲み込んでくる。明らかに呑み込めないにもかかわらずなぜか離そうとしない。このピカチュウを吐き出すと相手にダメージを与えつつ、まひ状態にする。なお、当のピカチュウはびっくりして大人しくしているが、反撃する隙を狙っている。
「ソード・シールド」ではライバルのホップがとある事情でスランプに陥った際に一時的に使用し、後にそのまま手持ちに加えた。『スカーレット・バイオレット』の有料追加コンテンツ「ゼロの秘宝 前編・碧の仮面」ではブルーベリー学園の生徒でありゼイユの弟でもあるスグリが4戦目で使用。
追加コンテンツ『鎧の孤島』では、ウッウを模したリサイクルマシン「ウッウロボ」が登場。4つの道具を与えることで新しい道具を1つ製造する。
ゲーム『ソード・シールド』のストーリーを基にしたWEBアニメ『薄明の翼』では特別編（通算第8話）にてゲームと同様にホップが連れているポケモンとしてバイウールーと共に登場。
テレビアニメ第7シリーズ（『新無印編』）ではエンディング映像で初登場。本編では第127話でロケット・ガチャットから排出されたポケモンとしてギモー・バイウールーと共にコジロウが使用。ムサシが使用したサシカマスを吐き出してゴウのエースバーン・インテレオン・サルノリを妨害するも、サルノリによってそのままサシカマスを飲み込まされたことで吐き出す戦法を防がれてしまい、最後はサルノリにサシカマスを吐き出され敗北した。
劇場版『ココ』では森に住む野生ポケモンとして登場、ゲーム本編と同様にサトシのピカチュウを飲み込んでしまい、電撃を喰らった。声優は愛河里花子。
『Pokémon UNITE』では操作ポケモンとして登場。原作ゲーム同様「うのミサイル」によって相手を攻め込む遠距離アタッカー。ユナイトわざは「どとうのミサイル」。

## サシカマス
| 分類: とつげきポケモン | タイプ: みず                 | 高さ: 0.5m   | 重さ: 1.0kg          |
| 特性: すいすい         | かくれ特性: スクリューおびれ | 進化前: なし | 進化後: カマスジョー |

カマスの姿をしたポケモン。拍子抜けたとぼけた表情をしている。獲物を見つけるとダーツや魚雷のように一直線に直撃して尖った顎で噛み砕くが、視力が悪いため成功率は低い。腹一杯になると極端に動きが鈍る弱点があり、そこをウッウやカイデンに狙われ丸呑みにされる。
系統隠れ特性の「スクリューおびれ」は相手の技を引き受ける特性（「ひらいしん」など）や技（「このゆびとまれ」など）の影響を無視して攻撃できる。ジュラルドンの隠れ特性「すじがねいり」と同じ効果。
「ソード・シールド」ではジムリーダーのルリナが初戦で使用。
テレビアニメ版では第7シリーズ（『新無印編』）では第127話で初登場。ロケット・ガチャットから排出されたポケモンとしてテブリム・イシヘンジンと共にムサシが使用。コジロウが使用したウッウに咥えられ吐き出されることによってゴウのエースバーン・インテレオン・サルノリを妨害するも、サルノリによってそのままウッウに飲み込まれて吐き出されなくなってしまう。その後、サルノリに無事に吐き出されたものの既に体力を消耗していたため、ウッウと共に倒れてしまう。
テレビアニメ第8シリーズ（『リコとロイの旅シリーズ』）では第18話のフリードの回想にてランドウが釣り上げたポケモンとして登場したが、すぐに逃がした。
漫画『ポケットモンスターSPECIAL ソード・シールド編』では盾シルドミリアのポケモンとして登場。ニックネームは「キロ」（名前の由来は情報量を表す単位である「キロバイト」から）。

## カマスジョー
| 分類: くしざしポケモン | タイプ: みず                 | 高さ: 1.3m         | 重さ: 30.0kg |
| 特性: すいすい         | かくれ特性: スクリューおびれ | 進化前: サシカマス | 進化後: なし |

サシカマスの進化形。魚雷のような見た目になり、顔つきがやや精悍になり、顎もさらに鋭利に、鋼のような硬さを得ている。尾ひれをスクリューのように回転させ一気に突撃し、水面から飛び出してキャモメに食らいつく。その速度は100ノットを超える。ナミイルカの群れとよく餌を巡って争っている。身の部分は美味しく、食用として漁さられることもある。
「ソード・シールド」ではジムリーダーのルリナがサシカマスを進化する形で再戦時に使用。
アニメ版では未登場。
漫画『ポケットモンスターSPECIAL ソード・シールド編』ではゲームと同様にジムリーダーのルリナのサシカマスが進化した形で初登場。

## エレズン
| 分類: あかごポケモン     | タイプ: でんき/ どく | 高さ: 0.4m   | 重さ: 11.0kg         |
| 特性: びびり/ せいでんき | かくれ特性: ぶきよう | 進化前: なし | 進化後: ストリンダー |

ストリンダーの進化前。リザードマンの子供のような姿をしたポケモン。体の中の毒袋から毒素を分泌、化学変化によって電気を作り出す。電力は弱いものの、触るとピリピリ痺れてしまう。性格によってそれぞれ異なる姿のストリンダーに進化する。ピチューやリオル、エレキッドやピンプクなどと同様、進化させなければタマゴを作ることはできない。
デザインは進化後共々コザキユースケが担当した。
テレビアニメ第7シリーズ（『新無印編』）では第115話で初登場した他、第131話でソニアの隣に座っている観客のポケモンとして登場している。
ゲーム『ソード・シールド』のストーリーを基にしたWEBアニメ『Pokémon Evolutions』では第1話においてそらとぶタクシーに乗った女主人公（ユウリ）が連れていたポケモンとして登場。
漫画『ポケットモンスターSPECIAL ソード・シールド編』では盾シルドミリアのポケモンとして登場。現在はストリンダー（ローなすがた）に進化している。ニックネームは「テラ」（名前の由来は情報の大きさを表す単位である「テラバイト」から）。

## ストリンダー
| 分類: パンクポケモン         | タイプ: でんき/ どく     | 高さ: 1.6m       | 重さ: 40.0kg |
| 特性: パンクロック/ 本文参照 | かくれ特性: テクニシャン | 進化前: エレズン | 進化後: なし |

エレズンの進化形。細身で進化前よりリザードマンに近い見た目となっている。モヒカンを生やしたロッカーのような姿となった。よどんだ水をがぶ飲みして、水中にある毒素を体内に貯める。15kVもの電気を発生させることが可能。性格によって姿が違う。
専用技の「オーバードライブ」は胸の突起を掻きむしって発生した音波・振動で攻撃するでんきタイプの特殊技。専用特性の「パンクロック」は自分の音技の威力が上昇し、相手からの音技のダメージを軽減する。
ハイなすがた
特性:パンクロック/プラス。モヒカンと腹部の色は黄色。耳が長い。胸の突起の数は6つ。活発な性格だとこちらに進化する。電気を作る時、ギターのような音が鳴り響く。喧嘩腰で気が短い。
ローなすがた
特性:パンクロック/マイナス。モヒカンと腹部の色は水色。角が長い。胸の突起の数は4つ。物静かな性格だとこちらに進化する。電気を作る時、ベースのような音が鳴り響く。誰彼構わず舐めてかかる。
また、ガラル地方のバンド「マキシマイザズ」のギタリスト及びベーシストとして活動している。
トレーナーではジムリーダーのネズが引退した後にローなすがたを使用する他、ジムチャレンジャーのギェナーがハイなすがたを使用する。「スカーレット・バイオレット」ではジムリーダーのライムがローなすがたをエースポケモンとして使用し、テラスタルでゴーストタイプに変える。
テレビアニメ第7シリーズ（『新無印編』）では第99話でジムリーダーのネズのポケモンでありゲームと同様に「マキシマイザズ」のメンバーとしてハイなすがたとローなすがたが初登場。ハイなすがたの声優はうえだゆうじ。
第8シリーズでは第35話にてポケモンハンターの部下のポケモンとしてローなすがたが登場。キャプテンピカチュウに敗北。その後、ハンターたちもろとも逮捕されてしまった。使用技は「アシッドボム」「ようかいえき」「でんきショック」。61話ではゲーム本編同様、ジムリーダー・ライムのポケモンとしてローなすがたが登場し、応用テストでロイのホゲータとバトルする。特性「パンクロック」を活かした「オーバードライブ」で「かえんほうしゃ」や弱点の「じだんだ」を受け流し、「ニトロチャージ」も「ばくおんぱ」で跳ね返し、「チャームボイス」も特性とタイプ相性で無効化する。追い詰められたロイが焦ってホゲータを活かしきれず、ほのおテラスタルしたホゲータを「ベノムショック」による目潰しや「オーバードライブ」でテラスタルもしないまま勝利、ロイは応用テスト不合格となってしまう。62話で「ホゲータでストリンダーに勝つ」という条件でロイのホゲータと再戦。初戦同様「オーバードライブ」「ばくおんぱ」で応戦するもロイの特訓によって覚えた歌うことで気持ちを一つにすることで連続で「チャームボイス」を食らい「じだんだ」でダメージを受ける。最後はゴーストテラスタルからの「たたりめ」で畳みかけるも同じくほのおテラスタルしたホゲータの「かえんほうしゃ」を食らい敗北、リベンジを果たしたロイは応用テスト合格となる。使用技は「オーバードライブ」「ばくおんぱ」「たたりめ」「ベノムショック」。声優はフリード役の八代拓。
ゲーム『ソード・シールド』のストーリーを基にしたWEBアニメ『薄明の翼』では特別編（第8話）にてネズのポケモンでありゲームと同様に「マキシマイザズ」のメンバーとしてハイなすがたとローなすがたが登場。
漫画『ポケットモンスターSPECIAL ソード・シールド編』では盾シルドミリアのポケモンとしてローなすがたが登場。
キョダイマックスのすがた
高さ24.0m～。四足歩行でキョダイマックス前よりも爬虫類のようなシルエットになりハイなすがたとローなすがたが一緒くたになったような外見。腹部の色が紫色になりアンテナや碍子のような尻尾を生やしている。毒が脳にまで作用し、暴走している。でんきタイプの技がキョダイマックスわざ「キョダイカンデン」に変化、ギターを振り下ろして相手全体を「どく」か「まひ」のどちらかの状態にする。
テレビアニメ第7シリーズ（『新無印編』）では第71話から第135話までのエンディング映像のラストのみで初登場。

## ヤクデ
| 分類: はつねつポケモン       | タイプ: ほのお/ むし       | 高さ: 0.7m   | 重さ: 1.0kg        |
| 特性: もらいび/ しろいけむり | かくれ特性: ほのおのからだ | 進化前: なし | 進化後: マルヤクデ |

赤いムカデのようなポケモン。フシデとは近縁種だが仲が悪く大体喧嘩になり、互いが進化してもこの関係性は変わらない。獲物を締め上げ、そのまま体内にある可燃ガスで腹部を発熱、こんがりと熱を通してから捕食する。
アニメ版ではWEBアニメPOKETOON「ぽかぽかマグマッグハウス」にて本物ではないが、アンナ（声 - 三浦千幸）が巻いていたマフラーとして初登場。

## マルヤクデ
| 分類: はつねつポケモン       | タイプ: ほのお/ むし       | 高さ: 3.0m     | 重さ: 120.0kg |
| 特性: もらいび/ しろいけむり | かくれ特性: ほのおのからだ | 進化前: ヤクデ | 進化後: なし  |

ヤクデの進化形。よりムカデらしい外見になり、炎の触覚が生えている。非常に凶暴な性格で、発熱時の温度は摂氏800 度もある。炎や熱だけでなく、大きなキバも危険。体を鞭のようにしならせて襲い掛かる。ペンドラーとは仲が悪いポケモンで、争うと負けた方が餌になる。触覚とほぼ同じの長さの炎の尻尾も生えているため、這っている状態だと一見してどちらが頭か分かりにくいが、「！」状の模様がある方が頭である。
トレーナーではジムリーダーのカブがエースポケモンとして使用し、キョダイマックスさせてくる。
テレビアニメ第7シリーズでは第42話で初登場。ダグの娘であるエバのポケモンであり「マルちゃん」と呼ばれていたが、ブラックナイトの影響で発生したダイマックスの光を浴びてキョダイマックスしてしまい暴走し、「キョダイヒャッカ」で街を焼け野原にしてしまうも、サトシとゴウとダンデの活躍で元に戻った。声優はロケット団のコジロウ役の三木眞一郎。
テレビアニメ第8シリーズ（『リコとロイの旅シリーズ』）ではゲーム「ソード・シールド」と同様にジムリーダーのカブ（声 - 東地宏樹）のパートナーとして第20話で登場。ワカバ曰く「最強のポケモン」で、特性の「もらいび」でロイのホゲータの「ひのこ」を無効化し、効果がいまひとつとはいえニャオハの「このは」も物ともしないほどのタフさを見せている。最後はホゲータが新たに覚えた「かえんほうしゃ」と打ち合いになり、パワーの差で押し返して勝利した。使用技は「かえんぐるま」、「むしくい」、「かえんほうしゃ」。他にも第26話（『テラパゴスのかがやき』第1話）から変更されたエンディング映像にも登場。
ゲーム『ソード・シールド』のストーリーを基にしたWEBアニメ『薄明の翼』では特別編（第8話）にてゲームと同様にジムリーダーのカブのパートナーとして登場。
キョダイマックスのすがた
高さ75.0m～。炎の触覚や尻尾、そして胴がさらに長くなり、東洋龍のような出で立ちとなった。通常の個体のダイマックスよりは細長い外見になっている。体温は摂氏100 度を超え、熱波で相手を焼き焦がす。放射熱が気流を乱して、嵐を巻き起こすこともある。ほのおタイプの技がキョダイマックス技「キョダイヒャッカ」になり、攻撃後に相手全体を拘束して交代できなくしたうえで毎ターン割合ダメージを与え続ける、「ほのおのうず」と同じ追加効果。
「ソード・シールド」ではジムリーダーのカブが使用。

## タタッコ
| 分類: だだっこポケモン | タイプ: かくとう         | 高さ: 0.6m   | 重さ: 4.0kg        |
| 特性: じゅうなん       | かくれ特性: テクニシャン | 進化前: なし | 進化後: オトスパス |

タコのような外見のポケモン。体色は白で上の2本の触手の先端がボクシンググローブのようになっている。普段は海にいるが、餌を探し求めて陸に上がる。知能は3歳児程度で、駄々っ子のように無邪気に殴りかかる。その最中に触手がもげることもあるが、また生えるので気にしていない。同じタコがモチーフのオクタンと違い、みずタイプではない。
テレビアニメ版では第7シリーズ（『新無印編』）で初登場を果たし、第115話でトレーナーのポケモンとして登場し、その後は第122話では2体が登場した他、第125話と第127話にも登場。

## オトスパス
| 分類: じゅうじゅつポケモン | タイプ: かくとう         | 高さ: 1.6m       | 重さ: 39.0kg |
| 特性: じゅうなん           | かくれ特性: テクニシャン | 進化前: タタッコ | 進化後: なし |

タタッコの進化形。よりタコらしい外見となった。体色はオクタンと違い青い。触手も8本だが、うち一本は帯のように腰に巻いている。基本下半身の3本の触手で立ち上がった状態だが、移動の際は這って移動する。全身が筋肉で触手による絞め技の威力はすさまじい。戦いの際には海から陸へ上がり、終わると再び海に戻る。宿敵グソクムシャと死闘を繰り広げ、負けた方が捕食される。進化してもやはりみずタイプではないが、みずタイプの技は多く覚える。進化するためにはタタッコに「ちょうはつ」を覚えさせる必要がある。
専用技の「たこがため」は触手で相手を絡め取って逃げられなくするかくとうタイプの変化技。更にターン毎に相手の防御・特防を下げる。
「ソード」ではジムリーダーのサイトウが使用。
テレビアニメ第7シリーズ（『新無印編』）ではゲームと同様にジムリーダーのサイトウのポケモンとして第34話から登場。サトシのリオル（ルカリオ）とは3度対決し、1勝1敗1引き分けだった。ピカチュウには2度対決し、2度とも勝利している。声優は観世智顕。

## ヤバチャ
| 分類: こうちゃポケモン | タイプ: ゴースト           | 高さ: 0.1m   | 重さ: 0.2kg        |
| 特性: くだけるよろい   | かくれ特性: のろわれボディ | 進化前: なし | 進化後: ポットデス |

北欧の風 道の駅とうべつ（北海道石狩郡当別町）に設置されているマンホール。下がヤバチャ、向かって右上がポットデス。

ティーカップの姿をしたポケモン。縁と取っ手の部分が欠けており、欠けた部分に常に手を添えている。元は残され冷え切った紅茶に魂が宿ったものとされている。飲んだ相手の生気を吸う事が出来るが、不味いため口に含んだだけですぐ吐き出されて失敗する事が多い。中に入っている紫色の紅茶の渦巻きが弱点で、かき混ぜられると目まいを起こしてしまう。住処にしているカップは有名なアンティークの食器であり、多くの贋作が出回っていて、多くの個体は贋作のカップに住み着いている（「がんさくフォルム」という。本物のカップに住み着くものは「しんさくフォルム」という）。ヤバチャが来るのを待ち続けるマニアも多い。
0.1mと、全ポケモンの中ではバチュルやフラベベなどと並んで最も小さいポケモンである。
また、パルデア地方にあるキタカミの里では外見・生態の似たチャデスというリージョンフォームではない全くの別種がいる。
テレビアニメ第7シリーズではジムリーダーのオニオンのパートナーとして「がんさくフォルム」の個体が初登場。声優はサトシのピカチュウ役の大谷育江（ノンクレジットで、「アニメディア」2022年1月号で判明）。
第8シリーズでは第30話にて「がんさくフォルム」の個体が登場。元々はダイアナのティーカップで、ポットデスに注がれた紅茶によってそのままブレイブアサギ号のポケモンたちの仲間に入る。
ゲーム『ソード・シールド』のストーリーを基にしたWEBアニメ『薄明の翼』では特別編（通算第8話）にてジムリーダーのサイトウが訪れていたカフェで提供されたカップとして「がんさくフォルム」の個体が登場。

## ポットデス
| 分類: こうちゃポケモン | タイプ: ゴースト           | 高さ: 0.2m       | 重さ: 0.4kg  |
| 特性: くだけるよろい   | かくれ特性: のろわれボディ | 進化前: ヤバチャ | 進化後: なし |

ヤバチャの進化形。欠けたコーヒーポットのような姿をしたポケモン。その外見からホテルやレストランの食器に擬態し紛れていることが多い。内部に潜む紫色の紅茶が本体で、独特の香りと風味を持つ。信頼するトレーナーにだけに味見をさせるが、飲み過ぎると胃もたれや腹痛、激しい悪寒を起こして死ぬ場合があるので注意が必要だが、それにもかかわらず危険を恐れず飲み続けるグルメも存在する。飲み残しの紅茶に自分の力を注ぎこむことで仲間をどんどん増やすことができるため、ホテルやレストランの従業員達に厄介者扱いされている。
進化前同様、住処にしている食器は贋作が多いが（がんさくフォルム）、まれに真作が見つかる（しんさくフォルム）。進化条件も違い、「がんさくフォルム」のヤバチャには「われたポット」、「しんさくフォルム」のヤバチャには「かけたポット」を使用する。
専用技の「おちゃかい」はお茶会を開いて周りにいるポケモンに木の実を食べさせるノーマルタイプの変化技。
また、パルデア地方にあるキタカミの里では外見・生態が似ているがリージョンフォームではない全くの別種のヤバソチャというポケモンがいる。こちらは紅茶ではなく抹茶に擬態している。
「シールド」ではジムリーダーのオニオンが、「スカーレット・バイオレット」ではアカデミー校長のクラベルが、いずれも「がんさくフォルム」の個体を使用する。アプリゲーム「ポケモンマスターズEX」ではリーリエ（声 - 内田真礼）がスペシャル衣装を着る形で「しんさくフォルム」の個体を使用する。
アニメ版ではゲーム『ソード・シールド』のストーリーを基にしたWEBアニメ『薄明の翼』で初登場を果たし、第3話ではハロンタウンにいた男性トレーナーのポケモンとして、特別編（通算第8話）ではジムリーダーのサイトウが訪れていたカフェで提供されたポットとしていずれも「がんさくフォルム」の個体が登場。
ゲーム『ソード・シールド』のストーリーを基にしたWEBアニメ『Pokémon Evolutions』では第1話において「がんさくフォルム」の個体が登場。
また、テレビアニメ版の方は第7シリーズ（『新無印編』）では未登場だったものの、第8シリーズ（『リコとロイの旅シリーズ』）では第30話（『テラパゴスのかがやき』第5話）で初登場を果たし、「がんさくフォルム」の個体が登場。元々はどこからか迷い込んだ野生のポケモンで、よく紅茶をこぼしたり蓋を落としたりする。ツボツボのジュースを作る姿から彼にライバル心を抱き、彼とのバトル後、ブレイブアサギ号のポケモンたちとお茶会を開き、そのまま彼らの仲間入りを果たした。

## ミブリム
| 分類: おだやかポケモン           | タイプ: エスパー           | 高さ: 0.4m   | 重さ: 3.4kg      |
| 特性: いやしのこころ/ きけんよち | かくれ特性: マジックミラー | 進化前: なし | 進化後: テブリム |

足の生えたピンクの顔に水色の髪、帽子のような突起をもつポケモン。突起の部分から相手の気持ちを読み取ることができ、穏やかな者にしか心を開かない。人気のない場所を好む。強い感情を浴び続けるとくたびれてしまう繊細な性格。ミブリム系統はメスしかいない。
トレーナーではライバルのビートが使用。
ゲーム『ソード・シールド』のストーリーを基にしたWEBアニメ『薄明の翼』では第7話においてゲームと同様にビートのパートナーとして初登場。
また、テレビアニメ版の方はテレビアニメ第8シリーズ（『リコとロイの旅シリーズ』）では主人公の一人であるリコ（声 - 鈴木みのり）のポケモンとして第21話から登場。元々は野生のポケモンで、スマホロトムの図鑑の説明通りに強い感情が苦手で、最初は周りから遠ざかっていたが、リコが気持ちを理解してくれたことで心を開く。その後は雨が上がりリコは野生へ帰そうとしたものの彼女のニャオハが止めたこともあり恩返しのためにゲットする。なお、この時から始めて鳴き声を発することができた。リコの上着のフードの中がお気に入りの場所である。また、リコが初めて自分でゲットしたポケモンである。使用する技は「ねんりき」第28話から使用。声優はライジングボルテッカーズのメンバーであり医療班でもあるモリー役の真堂圭(第28話のエンディングクレジットで判明）。

## テブリム
| 分類: せいしゅくポケモン         | タイプ: エスパー           | 高さ: 0.6m       | 重さ: 4.8kg        |
| 特性: いやしのこころ/ きけんよち | かくれ特性: マジックミラー | 進化前: ミブリム | 進化後: ブリムオン |

ミブリムの進化形。胴体が生えた人型のような姿となった。髪型がおさげになり、それで全身を支えている。一振りしただけで、プロボクサーをも一発KOさせるほどの強烈なパワーを持つ。たとえ幸せな気持ちだったとしても昂った感情は騒音と感じており、強い感情を持った者は誰かれ構わず意識を奪って乱暴に黙らせる。
トレーナーではライバルのビートが進化前に引き続いて使用。
テレビアニメ第8シリーズ（『リコロイシリーズ』）ではリコのミブリムが進化して初登場。第53話にて3匹のコノヨザルが喧嘩を始めてしまい、それを止めるべく進化。図鑑の説明通り、強い感情を持った者を乱暴に黙らせるなど気の強い性格に成長した。ただし、体が大きくなったせいでリコの上着のフードに入れなくなった。声優は進化前同様真堂圭。

## ブリムオン
| 分類: せいじゃくポケモン         | タイプ: エスパー/ フェアリー | 高さ: 2.1m       | 重さ: 5.1kg  |
| 特性: いやしのこころ/ きけんよち | かくれ特性: マジックミラー   | 進化前: テブリム | 進化後: なし |

テブリムの進化形。体格こそ人型に近づいたが本体は頭部にいる小人であり、前髪で全身を包み込んでいる。後ろ髪もポニーテールを思わせる形状になった。静寂を好んでおり、頭痛を起こすほどのサイコパワーを繰り出し他の生物を遠ざけ、それでも騒ぎ立てるものなら触手のツメで相手を引き裂く。ブリムオンの住んでいる森には生き物の気配がしない。別名「森の魔女」。
専用技の「まほうのこな」は不思議な粉を振り撒いて相手をエスパータイプに変える変化技で、相手がエスパーと別タイプの複合の場合は別タイプが消えエスパー単一となる点も「みずびたし」と同じ仕組み。
トレーナーでは、ジムリーダーになったビートがテブリムから進化する形でエースポケモンとして使用し、キョダイマックスさせてくる。「スカーレット・バイオレット」ではスター団フェアリー組チーム・ルクバーのボスであるオルティガが再戦時に使用する他、アカデミー教師のサワロがエースポケモンとして使用し、フェアリータイプへのテラスタルを行う。
テレビアニメ第7シリーズ（「新無印編」）ではシゲルのポケモンとして第113話から登場。その他、第139話（「めざせポケモンマスター」第3話）では野生の個体が登場し、タケシの失恋によるマイナスパワーを餌にしようとしていたが、最終的にはサトシたちの懸命な説得によりタケシを解放したが、説得に応じたというよりは次なる獲物であるロケット団を見つけ、笑顔を見せていた。
ゲーム『ソード・シールド』のストーリーを基にしたWEBアニメ『薄明の翼』では特別編（通算第8話）においてゲームと同様にジムリーダーになったビートのパートナーとして第7話で登場したミブリムが最終進化する形で登場。
キョダイマックスのすがた
高さ26.0m～。後ろ髪がストレートのツインテールになった。50キロ先にいる生物のキモチを読み取ることができ、敵意を感じた時攻撃する。髪の先から稲妻のようなビームを発射するため、「荒ぶる女神」とも呼ばれている。フェアリータイプの技が相手全体を混乱させるキョダイマックス技「キョダイテンバツ」に変化し、相手全体を「こんらん」状態にする。

## ベロバー
| 分類: いじわるポケモン           | タイプ: あく/ フェアリー | 高さ: 0.4m   | 重さ: 5.5kg    |
| 特性: いたずらごころ/ おみとおし | かくれ特性: わるいてぐせ | 進化前: なし | 進化後: ギモー |

ピンク色の悪魔のようなポケモン。非常にイタズラ好き。民家に忍び込んで盗みを働き、さらに悔しがる人のマイナスエネルギーもいただく。懐いた相手に意地悪するのは負の感情を取り込まないとイライラするから。群れを作ってお互いにイタズラや嫌がらせをして腕を磨く。ミブリム系統とは対照的にベロバー系統はオスしかいない。またあくタイプ及びフェアリータイプで唯一、オスしかいない初のポケモンでもある。
海外の体験版で先行登場していた。
テレビアニメ第7シリーズ第55話ではルミナスメイズの森に住むポケモンとして3匹登場。3匹ともイタズラ好きだが、根っからの悪いポケモンではなく、ただ遊んでいるだけである。声優は愛河里花子。
ゲーム『ソード・シールド』のストーリーを基にしたWEBアニメ『薄明の翼』では特別編（通算第8話）においてトレーナーのポケモンとして登場し、レドームシの上を飛んでいた。
バラエティ番組『ポケモンとどこいく!?』では松丸亮吾が「ベロバー松丸」に変装している。

## ギモー
| 分類: しょうわるポケモン         | タイプ: あく/ フェアリー | 高さ: 0.8m       | 重さ: 12.5kg       |
| 特性: いたずらごころ/ おみとおし | かくれ特性: わるいてぐせ | 進化前: ベロバー | 進化後: オーロンゲ |

ベロバーの進化形。髪が生え、左目が前髪で隠れている。ベロバーの時よりイタズラ好きが強調されており、土下座して反省するフリをして後ろ髪を槍のように尖らせて突き刺そうとするなど悪知恵が働き、専用技の「どげざづき」もそれに基づいている。だまし討ちなど卑怯な手を使うのは筋力に自信がないからである。農作物を育てる力もあるが、詳しいことは一切不明である。負の感情をエネルギーにしているため、マイナス思考の人間に人気。
「スカーレット・バイオレット」ではスター団フェアリー組チーム・ルクバーのしたっぱたちが団ラッシュで使用する。
テレビアニメ版では第7シリーズ（『新無印編』）では第127話で初登場。ロケット・ガチャットから排出されたポケモンとしてバイウールー・ウッウと共にコジロウが使用。ムサシが使用したテブリム・イシヘンジン・サシカマスと共にゴウのエースバーン・インテレオン・サルノリとバトルするが、ウッウとサシカマスに起きた事で一時騒然となり、その隙を付かれた形で戦闘不能となった。
テレビアニメ第8シリーズ（『リコとロイの旅シリーズ』）では第24話にて野生の個体として登場。古城近くの森に棲んでおり、古城に向かおうとしていたリコ達を見届けた後、彼らを探していたジルとコニアを驚かせた。その後の第25話では襲撃してきたオニキスのキョジオーンによってしおづけ状態にされていたが、描写は無いものの後にダイアナが救出したおかげで大事には至らなかった。

## オーロンゲ
| 分類: ビルドアップポケモン       | タイプ: あく/ フェアリー | 高さ: 1.5m     | 重さ: 61.0kg |
| 特性: いたずらごころ/ おみとおし | かくれ特性: わるいてぐせ | 進化前: ギモー | 進化後: なし |

ギモーの進化形。ピンク色だったベロバーやギモーと違い緑色で、全身が黒く長い毛でおおわれている。この毛は筋肉と同じ性質であり、ほどけると触手のように動かして相手を絡めとる。巻きつければ巻き付けるほど筋力が上がり、カイリキーすらねじ伏せるパワーを発揮する。普段は森の奥に暮らしているが、イタズラ好きな性格は進化前から変わらない。
専用技の「ソウルクラッシュ」は相手の内側から魂が挫けるほどの一撃を食らわせ、相手の特攻を下げる事もあるフェアリータイプの物理技。他にもテツノブジンも覚える。ギモーが覚える専用技「どげざつき」も進化後も引き続き使用可能となる。
トレーナーではライバルのマリィが終盤以降にエースポケモンとして使用し、キョダイマックスさせてくる。「スカーレット・バイオレット」ではスター団フェアリー組チーム・ルクバーのしたっぱたちがクリア後の団ラッシュで使用する他、ブルベリーグチャンピオンのスグリが使用する。
テレビアニメ第7シリーズではゲームと同様にマリィのポケモンとして第99話で登場。サトシのゲンガーとバトルし敗北した。使用技は「ソウルクラッシュ」、「どげざつき」、「じだんだ」、「DDラリアット」。声優は坂田将吾。
ゲーム『ソード・シールド』のストーリーを基にしたWEBアニメ『薄明の翼』では特別編（通算第8話）においてゲームと同様にマリィのポケモンとして登場。この時はダンベルを持って鍛えている一面を見せた。
バラエティ番組『ポケモンとどこいく!?』では松丸亮吾が「ベロバー松丸」から進化する形で変装している。
キョダイマックスのすがた
高さ32.0m～。さらに毛深くなり、長身且つ筋肉質な成人男性に近い体格になった。全身の毛量がアップし、世界一高いビルをジャンプで飛び越え、キックの際は脚の毛をドリル状に変形させ地面を抉るため、ガラルの大地に大穴を開けてしまう。あくタイプの技がキョダイマックス技「キョダイスイマ」に変わり、攻撃後、相手全体は眠気を催して次のターン終了時に眠ってしまう「あくび」と同じ追加効果がある。なお、追加効果が発動するかはランダム（確率50%）。
テレビアニメ第7シリーズ（『新無印編』）では第71話から第135話までのエンディング映像のラストのみで初登場。本編ではゲームと同様にマリィのポケモンとして第99話で登場。

## タチフサグマ
| 分類: ていしポケモン     | タイプ: あく/ ノーマル | 高さ: 1.6m                         | 重さ: 46.0kg |
| 特性: すてみ/ こんじょう | かくれ特性: まけんき   | 進化前: マッスグマ(ガラルのすがた) | 進化後: なし |

ガラル地方のマッスグマの進化形。生存競争が過酷なガラル地方で生き抜くための独自の進化形で、他の地方のマッスグマからの進化は確認されていない。また、夜しか進化できない。四足歩行だった進化前とは違い、二足歩行となった。前足は逞しく発達し、背中と両肩に✕形の模様がある。
非常に好戦的な性格だが自分から先に戦いを仕掛けず、相手を挑発してわざと攻撃を誘い出す。腕をクロスして凄まじい声量の甲高い唸り声をあげ、相手の攻撃を正面からブロッキングして迎え撃つ。鋭い爪で攻撃するのが得意。専用技「ブロッキング」もこの習性を活かした防御技である。
また、ガラル地方のバンド「マキシマイザズ」のボーカルとして活動している。
トレーナーでは「ソード・シールド」でジムリーダーのネズが使用。
テレビアニメ第7シリーズ（『新無印編』）ではゲームと同様にネズのポケモンであり「マキシマイザズ」のメンバーとして第99話で登場。
ゲーム『ソード・シールド』のストーリーを基にしたWEBアニメ『薄明の翼』では特別編（第8話）にてゲームと同様にネズのポケモンであり「マキシマイザズ」のメンバーとして登場。

## ニャイキング
| 分類: バイキングポケモン         | タイプ: はがね               | 高さ: 0.8m                       | 重さ: 28.0kg |
| 特性: カブトアーマー/ かたいツメ | かくれ特性: はがねのせいしん | 進化前: ニャース(ガラルのすがた) | 進化後: なし |

ガラル地方のニャースの進化形。頭の体毛が硬質化して、ヴァイキングのヘルメットのようになった。耳が退化し、2本の角が生えた。とても好戦的な性質で、爪を短剣のように尖らせて攻撃する。亜種の関係にあるペルシアンとは互いを見下し合うほどに仲が悪い。
かくれ特性の「はがねのせいしん」は自分も含め味方のはがねタイプの技の威力を上げる。
トレーナーではマクロコスモスの社長であるローズや、その弟で元ジムリーダーのピオニーが使用する。
アニメ版では悪さを働く親分として登場、子分に2匹のニャース（ガラルのすがた）がいる。ロケット団と手を組み悪さを働くも、ゴウやかつてヒバニーの仲間だったクスネ→フォクスライの活躍により敗北し、和解した。
ゲーム『ソード・シールド』のストーリーを基にしたWEBアニメ『薄明の翼』では特別編（第8話）にて逮捕されたローズのダイオウドウと共にオリーヴに託され、炭鉱所でラジオを聞いていた。

## サニゴーン
| 分類: さんごポケモン | タイプ: ゴースト           | 高さ: 1.0m                       | 重さ: 0.4kg  |
| 特性: くだけるよろい | かくれ特性: ほろびのボディ | 進化前: サニーゴ(ガラルのすがた) | 進化後: なし |

ガラル地方のサニーゴの進化形。霊力が高まったことで上半身がサンゴの殻から解放された。透明な霊体の中に本体の白い魂が入っており、魂を被う霊体に触れると石のように動けなくなってしまう。
かくれ特性の「ほろびのボディ」は接触攻撃を仕掛けてきた相手を3ターン後にひんしにするという、いわゆる「ほろびのうた」の特性版。
トレーナーでは「シールド」でジムリーダーのオニオンが使用。
テレビアニメ第8シリーズ（『リコとロイの旅シリーズ』）ではリコの祖母であるダイアナの棲んでいる古城にいる野生のポケモンとして登場。

## ネギガナイト
| 分類: かるがもポケモン | タイプ: かくとう       | 高さ: 0.8m                       | 重さ: 117.0kg |
| 特性: ふくつのこころ   | かくれ特性: きもったま | 進化前: カモネギ(ガラルのすがた) | 進化後: なし  |

ガラル地方のカモネギの進化形。体が白くなり、手に持っていたネギが長く伸び、剣のようになった。ネギの葉を盾にして持ち、その名の通り騎士を思わせるいでたちになっている。ガラル地方独自の進化形で、同地方に生息するカモネギが幾多の激戦を繰り返し経験を積み重ねた果てに進化すると言われている。ネギが枯れると戦闘を引退すると言われている。持ち前の飛行能力は完全に退化している。なお、ネギは食材にもなる。ガラル地方では正々堂々と戦うネギガナイトの騎士道精神が絵画のモチーフによく用いられており、なかでもシュバルゴとの闘いを描いた絵画が有名である。進化するためには、ガラル地方のカモネギが1回の戦闘にて攻撃のクリティカルヒットを3回決める必要がある。
専用技の「スターアサルト」はネギの鋭く尖った剣先を相手に向け、そのまま一直線に突撃するかくとうタイプの物理技。威力は強烈だが、攻撃した次のターンは反動で動けなくなってしまう、「ギガインパクト」のかくとう版。
トレーナーでは「ソード」でジムリーダーのサイトウ、「ソード・シールド」でソッドとシルディが使用する。
テレビアニメ第7シリーズではサトシのポケモンとして第60話から登場。進化条件は原作と異なり、自分を負かしたリントのエルレイドとの再戦の末に進化して勝利した。サトシが主人公のアニメシリーズで最後に進化したポケモンでもある。声優は進化前と同様に三木眞一郎。
漫画『ポケットモンスターSPECIAL ソード・シールド編』では剣創人のポケモンとして登場。ニックネームは「ランスン」。

## バリコオル
| 分類: コメディアンポケモン     | タイプ: こおり/ エスパー | 高さ: 1.5m                         | 重さ: 58.2kg |
| 特性: ちどりあし/ バリアフリー | かくれ特性: アイスボディ | 進化前: バリヤード(ガラルのすがた) | 進化後: なし |

ガラル地方のバリヤードの進化形。シルクハットにタキシード、ステッキや大きなドタ靴といったどことなくチャップリンを思わせるようなコメディアンの風貌をしている。タップダンスが得意で氷のステッキを振りながら軽やかなステップをする。タキシードの部分にある顔のような模様は意思があり、そこからサイコパワーを繰り出す。男性的な外見だが、メスも存在する。
専用特性の「バリアフリー」は登場時に敵味方関係なく「リフレクター」「ひかりのかべ」「オーロラベール」の効果を消す。
トレーナーでは「シールド」でジムリーダーのメロンが使用する他、「ソード・シールド」で最初にヒバニーを選んだ場合にダンデが使用する。
テレビアニメ第7シリーズ（『新無印編』）ではゲームと同様にダンデのポケモンとして登場。「フリーズドライ」でフィールドを凍らせ「サイコフィールド」からの「ワイドフォース」でサトシのゲンガーを倒すも、ネギガナイトの「れんぞくぎり」で「サイコフィールド」を解除され、メガルカリオに敗北した。声優は三宅健太。
漫画『ポケットモンスターSPECIAL ソード・シールド編』では剣創人のポケモンとして登場。ニックネームは「ステッキン」。

## デスバーン
| 分類: おんねんポケモン | タイプ: ゴースト/ じめん | 高さ: 1.6m                       | 重さ: 66.6kg |
| 特性: さまようたましい | かくれ特性: なし         | 進化前: デスマス(ガラルのすがた) | 進化後: なし |

ガラル地方のデスマスの進化形。蛇のような古代ポケモンの紋章が描かれた石版の姿をしている。石版はパズルのように複数の断片になっており、それぞれ全てに黒い影のような体が繋がれている。これらを組み合わせると一つの絵が出来上がる。普段はその状態で普通の石版のように擬態する。尻尾のように細長く伸びる部位に繋がる断片は、デスマスの頃から元々持っていたものと同じ形状をしている。強い呪いを込めて描かれた石版がデスマスの魂を取り込み誕生したと言われており、影のような体に触れると石板に刻まれた記憶を見せられるが、その記憶は非常に恐ろしいものである。進化のためにはガラル地方のデスマスが累計49以上のダメージを受けた状態で、ワイルドエリア内の砂塵の窪地にある岩のアーチの下を通る必要がある。
専用特性の「さまようたましい」は直接攻撃をされると、相手と特性を入れ替える「スキルスワップ」の特性版。
トレーナーでは「シールド」でジムリーダーのオニオンが使用。
テレビアニメ第7シリーズ（『新無印編』）ではプロジェクト・ミュウに参加している少年であるシュンヤ（声 - 田邊幸輔）の手持ちとして第113話で初登場。さだめのいせきでライラのサダイジャと共にシゲルのカメックスとゴウのエースバーンとバトルするが、敗北した。使用技は「すなじごく」と「じならし」。
テレビアニメ第8シリーズ（『リコとロイの旅シリーズ』）では第24話にてリコの祖母であるダイアナの棲んでいる古城にいる野生のポケモンとして登場。その後の第25話ではエクスプローラーズ襲撃時に瓦礫の下敷きになっていたシャンデラを助けた。

## マホミル
| 分類: クリームポケモン | タイプ: フェアリー       | 高さ: 0.2m   | 重さ: 0.3kg        |
| 特性: スイートベール   | かくれ特性: アロマベール | 進化前: なし | 進化後: マホイップ |

体がクリームでできたポケモン。空気中の甘い成分が集まってできた姿で、甘い香りを取り込めば取り込むほど大きく膨らむがエネルギーが減るとしぼむ。マホミルが現れたパティスリーは大繁盛が約束されるという。敵に襲われるとクリームの体で体当たりし、クリームまみれにして視界を奪うか美味しさに驚かせてその隙に逃げ出す。進化後のマホイップ同様、メスしか存在しない。
テレビアニメ第7シリーズ（『新無印編』）では第82話にて初登場。アラベスクタウンで入り込んだケーキ店にてケーキを食べに訪れていたゴウに懐いた末にゲットした後、ケーキに乗ってあったアメざいくを頭に乗せ、ゴウと共に回転したことで偶然の形で進化の条件を満たしマホイップに進化し、ゴウがケーキのいちごアメざいくを持ったマホミルを持って短く時計回りに回った為、いちごアメざいくのミルキィバニラになった。声優は千本木彩花（進化後も同様）。
テレビアニメ第8シリーズ（『リコとロイの旅シリーズ』）では第19話の回想にてライジングボルテッカーズのメンバーであり料理人でもあるマードック（声 - 三宅健太）のパートナーであるマホイップの進化前として登場。元々は彼と現在はエンジンシティにあるバトルカフェのオーナーであるミッチェル（声 - 緑川光）が営んでいたカフェの看板ポケモンであり、ライバルでパティシエ仲間である二人にクリームを与えていたが、ある時いちごアメざいくを持って偶然の形で左に長く回ってしまった事でルビーミックスのマホイップに進化したことが切っ掛けで、後に二人が喧嘩してしまう事態になる。こちらの声優は同じメンバーであり医療班でもあるモリー役の真堂圭（進化後も同様）。
ゲーム『ソード・シールド』のストーリーを基にしたWEBアニメ『薄明の翼』では第4話にてシュートシティのバトルカフェにいたポケモンとして登場。

## マホイップ
| 分類: クリームポケモン | タイプ: フェアリー       | 高さ: 0.3m       | 重さ: 0.5kg  |
| 特性: スイートベール   | かくれ特性: アロマベール | 進化前: マホミル | 進化後: なし |

マホミルの進化形。ホイップクリームの姿をしたポケモン。クリームの髪がトレードマーク。体から出すクリームは大事にされることでとても美味しく絶品でパティシエの憧れであり、優しく育てるトレーナーも多い。このクリームは相手を戦意喪失させる効果もあり、敵に襲われると香で視界を奪ったり食べさせる。マホイップが幸せなほど甘みとコクが深まり、信頼したトレーナーにはクリームをデコレーションした木の実を振舞ってくれる。それは深みのある甘さで食べた者は幸せになる。専用技「デコレーション」もこの性質を活かした補助技。
進化のためにはマホミルにアメざいくを持たせ、プレイヤーがその場で回転する必要がある。この時持たせたアメざいくの種類やプレイヤーの回転数・回転方向・回転時の時間帯によってフレーバーやデコレーションによる外見が変化し、姿によって「ミルキィバニラ」「ミルキィまっちゃ」などと称される。
トレーナーでは「ソード・シールド」ではジムリーダーのポプラがミルキィルビー・いちごアメざいくの個体を使用し、キョダイマックスする。「スカーレット・バイオレット」ではブルベリーグ四天王のタロがルビーミックス・ベリーアメざいく、アカデミー教師のサワロがミルキィルビー・いちごアメざいくの個体を使用する。
テレビアニメ第7シリーズで第82話にてゴウがゲットしたマホミルが進化して初登場。個体はミルキィバニラ・いちごアメざいく。声優は進化前と同様に千本木彩花。他にもゲーム版と同様の個体をポプラが使用しキョダイマックスも披露するも、「キョダイダンエン」でサトシのピカチュウを肥大化（ダンデはヒダイマックスと命名）させてしまった。使用する技は「メロメロ」、「マジカルシャイン」。また、同話ではポプラによる「マホイップだらけのケーキデコレーション大会」も行われ、キャラメルミックス・ベリーアメざいく（サトシが使用）、ミルキィレモン・ハートアメざいく（コハルが使用）、ミルキィまっちゃ・おはなアメざいく（ダンデが使用）、トリプルミックス・おはなアメざいく（キバナが使用）、ミルキィミント・クローバーアメざいく、ルビーミックス・ハートアメざいく、ミルキィルビー・リボンアメざいく、ミルキィソルト・リボンアメざいく、ミルキィソルト・スターアメざいくの全9種類の個体が登場。更にゴウがマホミルと出会ったケーキ店にもルビーミックス・ハートアメざいくの個体が登場。
テレビアニメ第8シリーズ（『リコとロイの旅シリーズ』）ではライジングボルテッカーズのメンバーであり料理人でもあるマードック（声 - 三宅健太）のパートナーの一体として第4話からルビーミックス・いちごアメざいくの個体が登場。使用する技は「デコレーション」、「とける」（いずれも第19話から使用）。こちらの声優は同じメンバーであり医療班でもあるモリー役の真堂圭（第19話のエンディングクレジットで判明。進化前も同様）。
ゲーム『ソード・シールド』のストーリーの前日譚を描いたWEBアニメ『薄明の翼』では第3話にて本編と同じ容姿のスクールガールが連れていたポケモンとしてミルキィバニラ・いちごアメざいくの個体が登場。続く第4話ではシュートシティのバトルカフェにいたポケモンとしてミルキィルビー・いちごアメざいくの個体が登場し、この時はケーキのショーケースの上でうたた寝していた。
キョダイマックスのすがた
高さ30.0m～。体が積み重なってデコレーションケーキのような姿となった。体は衝撃を受ければ受けるほど固くなり、体に付いている木の実はダイヤモンド並みの強度がある。1発10万キロカロリーのクリーム弾をミサイルのように飛ばして攻撃する。フェアリータイプの攻撃技がキョダイマックス技「キョダイダンエン」に変わり、攻撃後に味方全体の体力を最大値の1/6だけ回復する。
テレビアニメ第7シリーズ（『新無印編』）では第71話から第135話までのエンディング映像のラストのみで初登場。本編では第82話にてゲームと同様の個体をポプラが使用。

## タイレーツ
| 分類: じんけいポケモン | タイプ: かくとう     | 高さ: 3.0m   | 重さ: 62.0kg |
| 特性: カブトアーマー   | かくれ特性: まけんき | 進化前: なし | 進化後: なし |

歩く姿は一見芋虫のように見えるが、6匹の小さな兵隊ポケモンが縦一直線に隊列している。同じく複数で1匹を構成するタマタマや群れたヨワシと異なり性別は不明。先頭にいる一回り大きいのがリーダーのヘイチョー（兵長）で、両手は盾のような形状をしており、額には長い角が伸びる。後ろにいる小柄な5匹はヘイ（兵）と呼ばれる。ヘイチョーの命令は絶対であり、臨機応変に陣形を組みかえながらチームワークで戦う。
専用技の「はいすいのじん」は決死の覚悟を決め自分の全ての能力を上げるかくとうタイプの変化技だが、交代ができなくなる（「きれいなぬけがら」を持たせた場合を除く）。
デザインはコザキユースケが担当し、コザキによると「弱点のエスパータイプのポケモンを欺くためにこの姿になった」らしい。
トレーナーでは『ソード』でジムリーダーのサイトウ、『シールド』でポケモントレーナーのシルディが使用。「スカーレット・バイオレット」ではアカデミー教師のキハダが先発として使用。
テレビアニメ第7シリーズ（『新無印編』）では第73話でヘイチョーとヘイの息が合わない個体が登場し、後にゴウにゲットされる。声優は光部樹（ヘイチョー）、坂田将吾（ヘイ）。
漫画『ポケットモンスターSPECIAL ソード・シールド編』では盾シルドミリアのポケモンとして登場。ニックネームは「ギガ」（名前の由来は情報の大きさを表す単位である「ギガ」から）。

## バチンウニ
| 分類: うにポケモン | タイプ: でんき             | 高さ: 0.3m   | 重さ: 1.0kg  |
| 特性: ひらいしん   | かくれ特性: エレキメイカー | 進化前: なし | 進化後: なし |

ウニのようなポケモンで海に棲むが、みずタイプではない。トゲの1本ずつに電気が蓄えられており、触れられたり踏まれたりすると相手を痺れさせる。トゲは折れても3時間は放電し続けるといった、バフンウニよりもガンガゼに近い特徴を持つ。外観では確認できないが、唇の奥には尖った歯が生えており、この歯で岩に着いた海藻を食べる。藻屑が触っただけで驚いて放電するほどかなりの臆病。身体の部位で唯一痺れないのは唇。
トレーナーではポケモントレーナーのホップ、「スカーレット・バイオレット」ではアカデミー教師のミモザが使用。
テレビアニメ第7シリーズ（『新無印編』）では第115話の冒頭でサトシの近くにいたポケモンとして初登場。その後は第129話・第130話・第131話にも登場。
テレビアニメ第8シリーズ（『リコとロイの旅シリーズ』）では第16話にてモブとして登場。
ゲーム『ソード・シールド』のストーリーを基にしたWEBアニメ『薄明の翼』では第4話にて海の中にいたポケモンとして登場。
『GOTCHA!』のMVではゲーム『ソード・シールド』と同様にホップが使用し、ゴリランダーのドラムの上に乗っている可愛らしい様子を見せている。

## ユキハミ
| 分類: いもむしポケモン | タイプ: こおり/ むし         | 高さ: 0.3m   | 重さ: 3.8kg      |
| 特性: りんぷん         | かくれ特性: こおりのりんぷん | 進化前: なし | 進化後: モスノウ |

体を氷のトゲに覆われた幼虫のようなポケモン。冷気の混ざった糸を吐いて、体に巻き付けて氷柱のフリをして眠る。その名の通り大好物の雪を食みながら生活し、地面に積もった雪を食べれば食べるほど背中の氷のトゲは立派に育つ。

## モスノウ
| 分類: こおりがポケモン | タイプ: こおり/ むし         | 高さ: 1.3m       | 重さ: 42.0kg |
| 特性: りんぷん         | かくれ特性: こおりのりんぷん | 進化前: ユキハミ | 進化後: なし |

ユキハミの進化形。成虫の蛾のような姿になった。翅の温度はマイナス180度で、冷気を込めた鱗粉を雪のようにふりまく。野生を荒らす者には容赦なく、吹雪を起こして懲らしめる。きれいな雪解け水が好物。夜しか進化できない。
かくれ特性の「こおりのりんぷん」は特殊技のダメージを半減する。
トレーナーでは「シールド」でジムリーダーのメロン、「スカーレット・バイオレット」でジムリーダーのグルーシャがいずれも先発で使用する。
テレビアニメ第7シリーズ（『新無印編』）ではライラ（声 - 社本悠）のポケモンとして第113話で初登場。さだめのいせきの仕掛けを解いていたゴウとシゲルをシュンヤのガラルヒヒダルマと共に妨害した。使用技は「つららばり」。
ゲーム『ソード・シールド』のストーリーを基にしたWEBアニメ『薄明の翼』では特別編（通算第8話）においてゲームと同様にジムリーダーのメロンのポケモンとして登場。

## イシヘンジン
| 分類: きょせきポケモン | タイプ: いわ     | 高さ: 2.5m   | 重さ: 520.0kg |
| 特性: パワースポット   | かくれ特性: なし | 進化前: なし | 進化後: なし  |

ストーンヘンジのようなポケモン。大草原にたたずみ陽の傾きを眺めて生活する。200キロを超える太く大きな足から繰り出す蹴り技が得意。1年に一度決まった日時にどこからともなく集まって並ぶ習性がある。体の岩石の成分は生息地から遠く離れた土地の岩盤と一致して出来た物である。
専用特性の「パワースポット」は隣にいるポケモンの技の威力が上がり、ダブルバトルやマルチバトルでのみ発動する。
トレーナーでは「ソード」でジムリーダーのマクワ、「スカーレット・バイオレット」で元ジムリーダーでアカデミー教師のタイムが使用。
テレビアニメ版では第7シリーズ（『新無印編』）では第127話で初登場。ロケット・ガチャットから排出されたポケモンとしてテブリム・サシカマスと共にムサシが使用。コジロウが使用したギモー・バイウールー・ウッウと共にゴウのエースバーン・インテレオン・サルノリとバトルするが、エースバーンの「かえんボール」で退けられ戦闘不能になり、更に後ろにいたテブリムを下敷きにしてしまった。
テレビアニメ第8シリーズ（『リコとロイの旅シリーズ』）では第24話にて野生のポケモンとして登場。周りの巨石に溶け込み、更に太い足を自動ドアのように閉じることでダイアナの棲んでいる古城を守る門番を務めていた。最初はジルとコニアも気づいていなかったが、異変に気づいたアメジオのソウブレイズが使用した「サイコカッター」に驚き慌てて逃げ出してしまう。

## コオリッポ
| 分類: ペンギンポケモン | タイプ: こおり   | 高さ: 1.4m   | 重さ: 89.0kg |
| 特性: アイスフェイス   | かくれ特性: なし | 進化前: なし | 進化後: なし |

顔が氷で体がペンギンのようなポケモン。大きな四角い顔は見せかけで、素顔は小さな丸顔。その悩ましい顔に虜になるトレーナーも多い。頭に一本の髪の毛が生えており、これは脳に突き刺さっている。釣りに使ったり、冷気を起こしたりする。元はとても寒い場所から流れ着いたポケモンらしい。
専用特性の「アイスフェイス」は相手の物理攻撃のみを一回だけ防ぐという、「ばけのかわ」に少し似た特性で、「やけど」や「どく」などの状態異常を受ける点も同じ。特殊攻撃技は受けるが「ナイスフェイス」へフォルムチェンジしない。
トレーナーでは「シールド」でジムリーダーのメロンが使用する。
テレビアニメ第7シリーズ（『新無印編』）では第72話で初登場。元々はガラル地方の氷山地帯に住んでいたが、流氷に流されそのままとある森へ迷い込む。その後、タイレーツとのバトルで素顔が露わとなり逃げだすも、無事に元の場所へ流れ着いた。声優は三宅健太。
漫画『ポケットモンスターSPECIAL ソード・シールド編』では盾シルドミリアのポケモンとして登場。ニックネームは「ペタ」（名前の由来は情報単位である「ペタバイト」から）。
アイスフェイス
物理攻撃を受ける前の姿。一回だけ物理攻撃のダメージを防げるが、追加効果は防げない。「みだれづき」「ミサイルばり」「ロックブラスト」などの連続攻撃を受ける場合、防げるのは最初の1回目のみ。
ナイスフェイス
物理攻撃を受けた後の姿。頭部全体を被っていた氷が砕かれ、小さな丸顔が露となる。身軽になり素早さが上がるが、代わりに防御面の能力が下がる。天気が「あられ」や「ゆき」だと元のアイスフェイスに戻る。戻るタイミングは「あられ」や「ゆき」が降り始めた直後。｢スカーレット・バイオレット｣では、「ゆき」によって特性が発動する仕様に変更されている。

## イエッサン
| 分類: かんじょうポケモン | タイプ: ノーマル/ エスパー | 高さ: 0.9m   | 重さ: 28.0kg |
| 特性: シンクロ/ 本文参照 | かくれ特性: サイコメイカー | 進化前: なし | 進化後: なし |

黒と白のツートンカラーを持つ小動物のような人型ポケモン。世話好きで、オスとメスでそれぞれ姿と鳴き声、個性が異なる。
オス
特性:シンクロ/せいしんりょく。メスと比較して攻撃力が高い。角が上向きでジト目。主人のそばで世話を焼く。
メス
特性:シンクロ/マイペース。オスと比較して防御力が高い。角が下向きでパッチリ目。人間やポケモンに感謝を尽くす。子守が得意。
テレビアニメ第7シリーズ（『新無印編』）ではガラル地方のジョーイの助手としてオスとメスの個体が第27話・第28話にて登場。オスの声優はサクラギ博士役の中村悠一。第102話でトキオの手持ちとしてメスの個体が登場。
テレビアニメ第8シリーズ（『リコとロイの旅シリーズ』）では第7シリーズ（『新無印編』）と同様にガラル地方のジョーイ（声 - 真堂圭）の助手としてオスとメスの個体が第23話にて登場、前回の第22話でガラルファイヤーとの戦闘でダメージを受け、ポケモンセンターで回復したリコのニャオハとロイのホゲータとキャプテンピカチュウを運んできた。
ゲーム『ソード・シールド』のストーリーを基にしたWEBアニメ『薄明の翼』では第3話でゲームと同様にポケモンセンターにあるカフェの男性のパートナーとしてメスの個体が登場。

## モルペコ
| 分類: にめんポケモン   | タイプ: でんき/ あく | 高さ: 0.3m   | 重さ: 3.0kg  |
| 特性: はらぺこスイッチ | かくれ特性: なし     | 進化前: なし | 進化後: なし |

モルモットのような姿をしたポケモン。外見がピカチュウやデデンネに類似している。普段はポケットのような袋に食糧のタネを入れておりそれを食べて発電するのだが、胃袋が小さいためどれだけ食べてもすぐに腹を空かせてしまう。空腹状態が続くと気性が荒くなり「はらぺこもよう」と呼ばれる凶暴な姿に変化し、頬袋のエネルギーもホルモンバランスが崩れてでんきからあくタイプに性質変化する（通常時の姿は「まんぷくもよう」と呼ぶ）。悪エネルギーを使い切っても満腹になるまで収まらないという。専用特性の「はらぺこスイッチ」はこの性質を表したもので、1ターンごとにフォルムが変化する。専用技の「オーラぐるま」のタイプもフォルムで変化し、使用後は自分の素早さが上がる。
ゲームでは「ソード・シールド」でマリィのパートナーとして登場。『スカーレット・バイオレット』の有料追加コンテンツ「ゼロの秘宝 前編・碧の仮面」ではブルーベリー学園の生徒でありスグリの姉でもあるゼイユが2戦目から使用する。
「スカーレット・バイオレット」から特性「はらぺこスイッチ」発動の際に「まんぷくもよう」のお腹が鳴ると「はらぺこもよう」に、「はらぺこもよう」がタネを食べると「まんぷくもよう」に変化するアニメーションが追加された。
テレビアニメ第7シリーズではエンディングで初登場。劇中では第28話に初登場し、ロケット団の食料を食い荒らしていた以降からロケット団のアジトに住み着き、「はらぺこもよう」状態になった後にロケット団を「オーラぐるま」で吹き飛ばす役割を果たしている（第72話ではサトシ達も吹き飛ばしている）。第70話でロケット団は野生に帰そうとしたが、気にかけていたコジロウにゲットされ、彼のポケモンとなった。声優はサトシのピカチュウ役の大谷育江。他にも第99話でマリィ（声 - 小倉唯）の手持ちとしても登場し、この時の声優はゴウ役の山下大輝。
ゲーム『ソード・シールド』のストーリーの前日譚を描いたWEBアニメ『薄明の翼』では第3話において家出したウールーを撮影していたミニスカートの内、ピカチュウカラーのスマホロトムを所有していた方のミニスカートのポケモンとして初登場し、後に第4話と特別編（第8話）においてゲームと同様にマリィ（声 - 石川由依）のポケモンとして登場。なお、マリィの個体の鳴き声はゲームと同様に「うらら！」となっている。
ゲーム『ソード・シールド』のストーリーを基にしたWEBアニメ『Pokémon Evolutions』では第1話においてゲームと同様にマリィのポケモンとして「まんぷくもよう」の個体が登場。
まんぷくもよう
体色は黄色で模様は右半分が茶色、左半分が黒い。表情も性質も穏やか。「オーラぐるま」はでんきタイプとなる。
はらぺこもよう
体色が紫に変化し、模様は左右両方とも黒くなった。表情も性質も凶暴。「オーラぐるま」はあくタイプとなる。

## ゾウドウ
| 分類: どうぞうポケモン | タイプ: はがね           | 高さ: 1.2m   | 重さ: 100.0kg        |
| 特性: ちからずく       | かくれ特性: ヘヴィメタル | 進化前: なし | 進化後: ダイオウドウ |

ゾウのようなポケモン。性格は温厚で、体は小さいが、とても力持ちで5tの荷物を持っても平気であり、鼻で穴掘りもし、岩を削り取って食べる。はがねタイプだが、体は銅でできており、雨に濡れて錆びると鮮やかな緑色になる。
ゲーム本編ではオープニングでローズが出すシーンがあり、後にダイオウドウに進化した。
テレビアニメ版では第7シリーズ（『新無印編』）にて少年時代のローズのポケモンとして回想のみに登場し、後にダイオウドウに進化した。
テレビアニメ第8シリーズ（『リコとロイの旅シリーズ』）では第19話にてエンジンシティのバトルカフェに訪れていた客の男性トレーナー（声 - 田邊幸輔）のポケモンとして登場し、ミッチェル（声 - 緑川光）のバニプッチを相性が良い「アイアンヘッド」で倒している。

## ダイオウドウ
| 分類: どうぞうポケモン | タイプ: はがね           | 高さ: 3.0m       | 重さ: 650.0kg |
| 特性: ちからずく       | かくれ特性: ヘヴィメタル | 進化前: ゾウドウ | 進化後: なし  |

ゾウドウの進化形。外見がよりゾウらしくなった。気難しくプライドが高い。酸化した青銅の様な緑色の皮膚は水に強く、より鮮やかな色をした個体が仲間の尊敬を集める。昔、他の土地からやって来たらしく、人と働いていた。今でもホルードなどと同様に工事現場で働くポケモンとしてよく見かける。野生の個体は群れで生活している。鼻はショベルカーの様に地面を深く掘り起こす事ができ、大岩をも粉々にする程の握力も誇る。足腰も屈強で、飛行機を引っ張るほどの力持ち。ドンファンも同じくゾウがモチーフであるが、ドンファンと違い実際のゾウと同じ大きさである。
ゲーム本編ではビートがローズから借りたダイオウドウを利用してある騒動を起こすイベントがある。また、マクロコスモスの社長であるローズ及びその弟で元ジムリーダーのピオニーが使用し、両者とも性別はメスで、キョダイマックスする。「スカーレット・バイオレット」では四天王のポピーがメスの個体を先発で使用。
テレビアニメ第7シリーズ（『新無印編』）ではゲームと同様にローズ（声 - 松田健一郎）のポケモンとして第44話で登場。サトシのピカチュウやリオルとバトルをし、ナットレイと連携して追い詰めるが、窮地に追い込まれたリオルがルカリオに進化し、ルカリオの「はどうだん」で敗北した。使用技は「パワーウィップ」、「ヘビーボンバー」。
第8シリーズでは55話にて四天王・ポピーのポケモンとして登場。デカヌチャンとタッグを組み、ナンジャモのハラバリーとドットのクワッスとバトル。並みの攻撃ではビクともしないタフさと巨体を活かしたパワーで圧倒するも、最後はハラバリーに頭の上に飛び乗られてからの「でんじほう」で倒れ、ポピーの敗北が決まる。しかし、ドットは自分の力でなくハンデによる勝利に納得しなかった。使用技は「すなあらし」「いわなだれ」。声優はフリード役の八代拓。
ゲーム『ソード・シールド』のストーリーを基にしたWEBアニメ『薄明の翼』では第5話で炭鉱所で働いていた様子が描かれ、特別編（第8話）では逮捕されたローズのニャイキングと共にオリーヴに託され、炭鉱所で働いていた。
アプリゲーム『ポケモンマスターズEX』ではゲーム「ソード・シールド」と同様にローズ（声 - 山路和弘）のパートナーとして登場し、バディーズダイマックスわざではキョダイマックスを行う。
キョダイマックスのすがた
高さ23.0m～。鼻が大きくなり、後ろ足で立ち上がれるようになった。体型が真四角になり、ぬりかべ のような風貌になった。鼻の中に詰まったエネルギーを噴射させると山が吹き飛び地形が変わるという。巨大建造物でも一撃で解体するほどのパワーを持つ。はがねタイプの技がキョダイマックス技「キョダイコウジン」に変化し、攻撃後に相手の場に尖った鋼を設置し、交代して出てきたポケモンにはがねタイプとの相性に依存する割合ダメージを与える、「ステルスロック」のはがね版の追加効果がある。
ゲーム本編ではローズとピオニーが使用。
テレビアニメ第7シリーズ（『新無印編』）では第71話から第135話までのエンディング映像のラストのみで初登場。

## パッチラゴン
| 分類: かせきポケモン     | タイプ: でんき/ ドラゴン | 高さ: 1.8m   | 重さ: 190.0kg |
| 特性: ちくでん/ はりきり | かくれ特性: すなかき     | 進化前: なし | 進化後: なし  |

カセキのトリとカセキのリュウから復元された古代ポケモン。黄色くて小さい始祖鳥のような上半身とステゴサウルスのような筋肉質な下半身を持つ。たくましい足で歩き回り植物を食べるが、餌の植物を食べつくしてしまい絶滅した。尻尾の筋肉で発電する。
なお、以下の3匹も含めて化石から復元されるポケモンとしては初の性別不明・タマゴ未発見・いわタイプ非該当のポケモンである。また、これまでのシリーズに登場した化石から復元される（ズガイドス・タテトプスを除く）ポケモンは「冠の雪原」にて野生で出現している。
系統専用技の「でんげきくちばし」は電気を纏った嘴を突き刺すでんきタイプの物理技。相手より先に繰り出すとダメージは2倍になる。
テレビアニメ第7シリーズでは第50話にてイメージ画像として登場。ウカッツとガサッツが復元させる予定だったが、いい加減な管理が原因でパッチルドンとウオノラゴンが復元された。

## パッチルドン
| 分類: かせきポケモン       | タイプ: でんき/ こおり | 高さ: 2.3m   | 重さ: 150.0kg |
| 特性: ちくでん/ せいでんき | かくれ特性: ゆきかき   | 進化前: なし | 進化後: なし  |

カセキのトリとカセキのクビナガから復元された古代ポケモン。震えながら鼻水を垂らした始祖鳥のような上半身にプレシオサウルスのような下半身を持つ。古代の海辺に生息しており、体の中に餌を溜め込んでいたが、歩くのが苦手で動きが鈍いため絶滅した。上半身を震わせて電気を起こす。
テレビアニメ第7シリーズでは第50話にてウカッツとガサッツが復元させ、世話を任されたゴウがゲットした。
ゲーム『ソード・シールド』のストーリーを基にしたWEBアニメ『薄明の翼』では第8話にてトレーナーである女性と共にシュートシティの屋台に来ており、くしゃみをして鼻水を垂らしていたところを女性が持っていたハンカチで拭いていた。

## ウオノラゴン
| 分類: かせきポケモン           | タイプ: みず/ ドラゴン | 高さ: 2.3m   | 重さ: 215.0kg |
| 特性: ちょすい/ がんじょうあご | かくれ特性: すなかき   | 進化前: なし | 進化後: なし  |

カセキのサカナとカセキのリュウから復元された古代ポケモン。ダンクルオステウスのような頭がステゴサウルスのような下半身の尻尾から生えたような複雑な外見をしている。尻尾を上に持ち上げることでバランスを保つ。ずば抜けた脚力と顎の力で古代では無敵だったが、獲物を狩り尽くし絶滅した。走るスピードは時速60キロだが水中でしか呼吸できない。
系統専用技の「エラがみ」は硬いエラで噛み付くみずタイプの物理技。相手より先に繰り出すとダメージは2倍になる。
テレビアニメ第7シリーズでは第50話にてウカッツとガサッツが復元させ、世話を任されたサトシがゲットした。サトシ初の化石ポケモンにして、サトシが主人公のアニメシリーズで最後にゲットしたポケモンでもある。モンスターボールから出てくるとサトシに甘噛みをするのが定番。声優は2代目ナレーション役の堀内賢雄。
漫画『ポケットモンスターSPECIAL ソード・シールド編』ではマナブのポケモンとして登場。ニックネームは「ウオのん」。

## ウオチルドン
| 分類: かせきポケモン         | タイプ: みず/ こおり | 高さ: 2.0m   | 重さ: 175.0kg |
| 特性: ちょすい/ アイスボディ | かくれ特性: ゆきかき | 進化前: なし | 進化後: なし  |

カセキのサカナとカセキのクビナガから復元された古代ポケモン。ダンクルオステウスのような頭にプレシオサウルスのような下半身を持つが、頭が上下反転した明らかに不自然な見た目をしている。周囲を凍らせて餌を捕まえるが、顎が真上にあるため食べづらい。顔は丈夫のためどんな攻撃にも傷つかないが、呼吸困難のために絶滅した。
テレビアニメ第7シリーズでは第50話にてイメージ画像として登場。ウカッツとガサッツが復元させる予定だったが、いい加減な管理が原因でパッチルドンとウオノラゴンが復元された。

## ジュラルドン
| 分類: ごうきんポケモン           | タイプ: はがね/ ドラゴン | 高さ: 1.8m   | 重さ: 40.0kg         |
| 特性: ライトメタル/ ヘヴィメタル | かくれ特性: すじがねいり | 進化前: なし | 進化後: ブリジュラス |

ジュラルミンの体を持つ恐竜のようなポケモン。重そうな見た目でありながら体重は意外と軽く、そのため見た目に反して機敏な動きをする。鏡面加工のように滑らかでちょっとの攻撃では傷つかない頑丈さを持つが、一方で錆びやすい弱点があり、故に雨が苦手。また、熱がこもりやすいため尻尾のスリットから放熱する。山奥に住んでおり、両手の爪で山を削り取って食べる。同じ生息地に住むバンギラスとはよく縄張り争いをしており、しばしば争っている。
かくれ特性の「すじがねいり」は「スクリューおびれ」と同じく相手の技を引き受ける技（「このゆびとまれ」や「いかりのこな」など）や特性（「ひらいしん」や「よびみず」など）の影響を無視する。
ゲーム本編では「ソード・シールド」でジムリーダーのキバナがエースポケモンとして使用し、キョダイマックスさせてくる。「スカーレット・バイオレット」ではアカデミー教師で四天王のハッサクが使用する。
次回作である『スカーレット・バイオレット』の追加コンテンツ「ゼロの秘宝 後編・藍の円盤」ではブリジュラスに進化できるようになった。
テレビアニメ第7シリーズ（『新無印編』）ではゲームと同様にジムリーダーのキバナのポケモンとして第27話から登場し、キョダイマックスも披露している。声優はサクラギ博士役の中村悠一が担当。
キョダイマックスのすがた
高さ43.0m以上。重さ不明。胴体に窓ガラスのような模様がつき、ビルのようになっている。摩天楼の如く巨大化した姿で、溢れるエネルギーで体の一部が航空障害灯のように赤く発光している。細胞の硬度ははがねタイプの中でもトップクラスで、地震にも強い。(ただし地面技の「じしん」は弱点攻撃である)ドラゴンタイプの技が専用キョダイマックス技「キョダイゲンスイ」になり、攻撃後に相手が直前に出した技のPPを1減らす。
また、ブリジュラスの登場によりピカチュウ・ニャース・イーブイを除く、唯一のキョダイマックスが可能な進化前ポケモンとなった。
テレビアニメ第7シリーズ（『新無印編』）ではゲームと同様にジムリーダーのキバナのポケモンとして第27話から登場。他にも第71話から第135話までのエンディング映像のラストのみで登場。

## ドラメシヤ
| 分類: うらめしポケモン       | タイプ: ゴースト/ ドラゴン | 高さ: 0.5m   | 重さ: 2.0kg      |
| 特性: クリアボディ/ すりぬけ | かくれ特性: のろわれボディ | 進化前: なし | 進化後: ドロンチ |

緑色の体色でディプロカウルスのような外見だが、下半身は幽霊のようで手は常に前に垂れ下がっている。かつては古代の海に住んでいたが、ゴーストポケモンとして蘇り、かつての住処を彷徨っている。とても力が弱く1匹では子供に負けるくらい非力だが、仲間の協力で鍛えられ進化する。海で生きていた頃の名残りもあってか、ウデッポウに食らいついたり、夕暮れに海の上を回遊しながら海に棲むポケモンをつついて遊んだりする。
アニメ版ではテレビアニメ第7シリーズ（『新無印編』）では第46話にてミュウが変身するポケモンとして一瞬登場している。本物は第92話で登場し、ダイキノコを枕にしていたドロンチと共に寝ていた。声優は千本木彩花。第100話ではワイルドエリアに野生の群れが登場。ココガラが怪我を負っていた為に気が立っていたアーマーガアに襲われていた。

## ドロンチ
| 分類: せわやくポケモン       | タイプ: ゴースト/ ドラゴン | 高さ: 1.4m         | 重さ: 11.0kg       |
| 特性: クリアボディ/ すりぬけ | かくれ特性: のろわれボディ | 進化前: ドラメシヤ | 進化後: ドラパルト |

ドラメシヤの進化形。進化して足が生え、よりディプロカウルスに近い外見になった。頭にドラメシヤを乗せており、進化するまで世話をする。ドラメシヤがいないと代わりのポケモンを見つけるまで落ち着かなくなる。顔の横にある角で滑空ができ、飛行速度は時速200キロ。肺に溜めたエネルギーを撃ちだす。戦いに負けるとドラメシヤは去っていく。
アニメ版ではテレビアニメ第7シリーズ（『新無印編』）では第92話で初登場し、ダイキノコを枕にして寝ていたが、寝ぼけていた為に落っこちたドラメシヤではなくゴウのサルノリを頭に乗せる。サルノリの枝たたきによって怒ってしまい、飛び回ってサルノリを振り落とそうとした為、サトシはドラメシヤを差し出してドロンチを呼んだが、今度はドロンチはサトシがドラメシヤを連れ去ったと誤解しサトシを襲おうとするが、直前にゲンガーがサトシを守るためにドロンチの突進を阻止しドラメシヤを返した事で大人しくなり、オニオンに説得されてダイキノコをサトシに渡した。

## ドラパルト
| 分類: ステルスポケモン       | タイプ: ゴースト/ ドラゴン | 高さ: 3.0m       | 重さ: 50.0kg |
| 特性: クリアボディ/ すりぬけ | かくれ特性: のろわれボディ | 進化前: ドロンチ | 進化後: なし |

ドロンチの進化形。角が長く伸び、戦闘機の翼のようになった。尻尾の先の部分が若干透けており、意識を研ぎ澄ますと全身を透明にする。穴のカタパルトに2匹のドラメシヤが潜んでおり、ミサイルのように発射する。戦いになるとマッハのスピードで飛び回れるが、ドラメシヤ本人は発射されるのを心待ちにしているらしい。中でも群れの中で一番速い個体はたくさんのドラメシヤに囲まれている。専用技「ドラゴンアロー」もドラメシヤを発射する性質が活かされており、通常のバトルでは1匹相手に2回連続攻撃、ダブル・マルチバトルでは2匹相手に1回ずつ分散して攻撃するドラゴンタイプの物理技。
トレーナーでは「ソード・シールド」でチャンピオンのダンデ、「スカーレット・バイオレット」でトップチャンピオンのオモダカが使用する。
アニメ版ではテレビアニメ第7シリーズ（『新無印編』）ではゲームと同様にダンデのポケモンとして第43話から登場。カルネ戦ではルチャブルを倒すが、ガチゴラスに敗北した。サトシ戦ではメガルカリオを倒すが、カイリューに敗北した。声優は三宅健太。

## ザシアン
| 分類: つわものポケモン | タイプ: フェアリー/ 本文参照 | 高さ: 2.8m   | 重さ: 110.0kg |
| 特性: ふとうのけん     | かくれ特性: なし             | 進化前: なし | 進化後: なし  |

ガラル地方で英雄とされている伝説のポケモン。シアン色の狼のような姿をしている。華麗な動きが得意で相手を魅了させる姿から、「妖精王」の通り名で恐れ崇められている。ザマゼンタの姉であると同時にライバルとして互いを高め合う関係と言われている。金属を取り込むことで武具に変化させて武装し、口に咥えた剣で戦う。
ザシアンならびにザマゼンタは、生まれながらにダイマックスポケモンを倒すため戦い続けたポケモンであるため、自分自身がダイマックスすることを拒絶する。その性質上、バトル中にダイマックスさせることができない。作中でも心無い人間によってザシアン・ザマゼンタをダイマックスさせようと試みられたことがあるが、失敗している。なお、次回作の『スカーレット・バイオレット』のテラスタルは特に規制されていない。
れきせんのゆうしゃ
タイプ:フェアリー、重さ:上記参照。武装していない普段の姿。片方の耳朶が欠損しており、古い傷痕が目立つ。いずれも大昔の戦によるものと思われる。専用技の「きょじゅうざん」は武装を解くと「アイアンヘッド」に変わる。
けんのおう
タイプ:フェアリー/はがね、重さ:355.0kg。くちたけんで武装した戦闘時の姿。口に「妖精王の剣」と呼ばれる剣を咥えており、その剣を巨大化させてダイマックスポケモンをも容易く斬り捨てる。「アイアンヘッド」が専用技の「きょじゅうざん」に変わる。この技は元から強力なはがねタイプの物理技だが、ダイマックスしたポケモンには2倍のダメージを与える。
アニメ版ではテレビアニメ第7シリーズ（『新無印編』）ではオープニング映像とエンディング映像（第20話 - ）に登場し、本編では第42話から登場。

## ザマゼンタ
| 分類: つわものポケモン | タイプ: かくとう/ 本文参照 | 高さ: 2.9m   | 重さ: 210.0kg |
| 特性: ふくつのたて     | かくれ特性: なし           | 進化前: なし | 進化後: なし  |

ガラル地方で伝説の英雄とされているポケモン。マゼンタ色の狼のような姿をしている。威風堂々とした振る舞いで相手を圧倒させる姿から、「格闘王」の通り名で恐れ崇められている。ザシアンとは姉弟（或いは姉妹）であると同時にライバルとして互いを高め合う関係であると言われる。金属を取り込むことで武具に変化させて武装し、顔を覆う盾で戦う。ダイマックスはできない。
れきせんのゆうしゃ
タイプ:かくとう、重さ:上記参照。武装していない普段の姿。片方の耳朶が欠損しており、古い傷痕が目立つ。いずれも大昔の戦によるものと思われる。専用技の「きょじゅうだん」は、武装を解くと「アイアンヘッド」になる。
たてのおう
タイプ:かくとう/はがね、重さ:785.0kg。くちたたてで武装した戦闘時の姿。顔周りを「格闘王の盾」と呼ばれる盾で覆っており、その盾を構えながらダイマックスポケモンにも臆せず迎え討つ。「アイアンヘッド」が専用技の「きょじゅうだん」に変わる。この技は元から強力なはがねタイプの物理技だが、ダイマックスしたポケモンには2倍のダメージを与える。
アニメ版ではテレビアニメ第7シリーズ（『新無印編』）ではオープニング映像とエンディング映像（第20話 - ）に登場し本編では第42話から登場。

## ムゲンダイナ
| 分類: キョダイポケモン | タイプ: どく/ ドラゴン | 高さ: 20.0m  | 重さ: 950.0kg |
| 特性: プレッシャー     | かくれ特性: なし       | 進化前: なし | 進化後: なし  |

巨大な紫色のドラゴンの姿をした伝説のポケモン。2万年前に落ちた隕石の中にいた。胸にあるコアにガラル地方の大地から涌きだすエネルギーを吸収させ活動する。『ソード・シールド』におけるラスボス的存在。胸のコアから放たれる強力な専用技の「ダイマックスほう」は、「きょじゅうざん」「きょじゅうだん」と同じくダイマックスしたポケモンに2倍のダメージを与えるドラゴンタイプの特殊技。高さは20.0mであり、これまで全ポケモンの中で最大だったホエルオーをも越える大きさである。体重もグラードンほど相当なもので、テッカグヤやコスモウムに次いで重い。
ゲームではシナリオの進行上必ず捕獲となり、マックスレイドバトルと同じく捕獲前に自分を用意したボールから1個選ぶことになるが、ボールの種類や効果に関係なく必ずゲットできる。なお、最初からボールがない場合はそのままモンスターボールが1個追加される。
ムゲンダイマックスのすがた
黒く長い渦を巻いた胴と大きな手を持った姿。ローズの企みによってガラル全土のエネルギーを吸収してオーバーロードして変わってしまった。非常に高いステータスを持ち、合計種族値は全ポケモン中1位の1125と、まさにラスボスと言えるステータスを誇る。ゲット後は専用技の「ムゲンダイビーム」を使用する時だけこの姿になる（技エフェクト扱い）。威力は「はかいこうせん」を超える脅威の160でドラゴンタイプの特殊技だが、次のターンに動けなくなるという「はかいこうせん」と同じデメリットがあり、放った後は元の姿に戻る。高さは100.0m～で、ダイマックスポケモンの中でも最大の大きさである。なお、プレイヤーが「ムゲンダイビーム」を使う以外に任意でムゲンダイマックスさせることはできず、通常のダイマックスもできない。
次回作の『スカーレット・バイオレット』ではガラル全土のエネルギーがないため、ムゲンダイマックスはできず、「ムゲンダイビーム」も使えない。
アニメ版ではテレビアニメ第7シリーズ（『新無印編』）では第12話で一部のみ登場してサトシとゴウがガラル地方に行くため乗った飛行機の横を超高速で飛行してどこかへ飛び去り、それを2人が機内の窓から目撃した。第44話および第45話に全体の姿が絵描かれて再登場、ゲームと同様にローズの企みによってブラックナイトとして蘇りムゲンダイマックスを果たすも、ザシアン・ザマゼンタの協力をもらったサトシとゴウによってゲットされ、マグノリア博士の指示によってモンスターボールごと一旦封印されていたが、第127話ではポケモンワールドチャンピオンシップス開催前にてダンデに託された。
アプリゲーム『ポケモンマスターズEX』ではマジコス衣装を着たダンデが、『ソード・シールド』以来のリベンジを果たし捕獲した形で使用する。バディーズダイマックスと同様のムゲンダイマックスが可能だが、こちらは一度だけのみとなっている。

## ダクマ
| 分類: けんぽうポケモン | タイプ: かくとう | 高さ: 0.6m   | 重さ: 12.0kg       |
| 特性: せいしんりょく   | かくれ特性: なし | 進化前: なし | 進化後: ウーラオス |

小熊のような外見をした伝説のポケモン。灰色の毛並みと鉢巻のような白い毛が特徴。『鎧の孤島』で追加。
鍛錬熱心で真面目な性質で、戦いに負けると発奮し、更に熱心に鍛錬に取り組み強さを身に着けるという。かつてガラル地方に住み着いていたが、歴史書の一節にて交易や探検のために、人々と共に未開の地へ向かいそこの土地に辿り着いた者たちが、山岳地帯で野生化した個体が多かったと書かれている。頭の白い体毛を引っ張ると気合が高まり、丹田からパワーが沸き上がってくる。
なお、ウーラオス共々伝説のポケモンでは珍しく両方の性別があるが、比率は御三家やイーブイ同様7:1とオスの方が比率が高くなっている。
2020年1月9日にライブ配信されたポケモンダイレクトで発表された。主人公の修行の相棒として託される。ストーリー中に登場する建造物「双拳の塔」を踏破するとウーラオスに進化するが、この時踏破した塔によって姿とタイプが変わる。『スカーレット・バイオレット』ではPokémon HOME連携でダクマを転送するとマリナードタウンの競りで手に入るようになるかけじくを使用すると進化する方式に変更された。
漫画『ポケットモンスターSPECIAL ソード・シールド編』では剣創人のポケモンとして登場。後にれんげきのかたのウーラオスに進化した。

## ウーラオス
| 分類: けんぽうポケモン | タイプ: かくとう/ 本文参照 | 高さ: 1.9m     | 重さ: 105.0kg |
| 特性: ふかしのこぶし   | かくれ特性: なし           | 進化前: ダクマ | 進化後: なし  |

ダクマの進化形。外見がより熊らしくなった。『鎧の孤島』で追加。
姿によってそれぞれ、外見・性格・特技・タイプ・性能が異なる。
専用特性の「ふかしのこぶし」は「まもる」や「みきり」などをしている相手にも直接攻撃が当たるようになる。
トレーナーでは道場主のマスタードがエースポケモンとして使用し、キョダイマックスする。
いちげきのかた
タイプ：かくとう/あく。ストーリー中に登場する建造物「双拳の塔」の内、「悪の塔」を踏破すると進化する。『スカーレット・バイオレット』では「あくのかけじく」を使用しての進化に変更された。情け容赦ない戦いを好んでおり、一度怒らせると見境なく追い詰め叩きのめす。直線的な動きが特徴で、離れた相手でも瞬時に飛び込み、強烈な一撃を叩きこむ。
専用技の「あんこくきょうだ」は相手に強烈な一撃を浴びせ、必ず急所に当たるあくタイプの物理技。
テレビアニメ第7シリーズでは「プロジェクト・ミュウ」の参加者の一人であるツルギのポケモンとして登場。声優は三宅健太。
漫画『ポケットモンスターSPECIAL ソード・シールド編』ではゲームと同様にマスタードのポケモンとして登場。
キョダイマックスのすがた（いちげきのかた）
高さ29.0m～。体色は白と赤。雄たけびを上げるような表情をしており、人々からは「怒りの化身」「怒りによって世界の邪鬼を払う神の使い」と呼ばれている。
キョダイマックスわざはあくタイプの「キョダイイチゲキ」。正拳突きで強力な衝撃波を放つ。「まもる」や「みきり」などだけでなく「ダイウォール」をも無視してダメージを与える。
れんげきのかた
タイプ：かくとう/みず。ストーリー中に登場する建造物「双拳の塔」の内、「水の塔」を踏破すると進化する。『スカーレット・バイオレット』では「みずのかけじく」を使用しての進化に変更された。冷静沈着で相手の敵意をかわしながら様子を探り、実力を測って戦う。戦闘の時は水のような緩やかな動きで相手を受け流しつつ、怒涛の連続技で圧倒する。
専用技の「すいりゅうれんだ」は水流のような三連撃を浴びせ、その全てが必ず急所に当たるみずタイプの物理技。確定急所の連続技としては初。
テレビアニメ第7シリーズでは「プロジェクト・ミュウ」の参加者の一人であるアサヒのポケモンとして登場。声優はサクラギ博士役の中村悠一。
漫画『ポケットモンスターSPECIAL ソード・シールド編』では剣創人のダクマが進化した姿として登場。ニックネームは「ア―マン」。
アプリゲーム『ポケモンマスターズEX』ではアナザー衣装を着たユウリが使用し、バディーズダイマックスわざではキョダイマックスする。
キョダイマックスのすがた（れんげきのかた）
高さ26.0m～。体色は白と青。沈着な表情をしており、常に静かに構えている。その様子から人々からは心の底を見透かされたと思われており、激しく動揺する者もいれば、邪悪を浄化してもらったと感じる者もいるらしい。
キョダイマックスわざはみずタイプの「キョダイレンゲキ」。目にも止まらぬ連続攻撃を放つ。こちらも「まもる」や「みきり」などだけでなく「ダイウォール」をも無視してダメージを与える。
2020年1月9日にライブ配信されたポケモンダイレクトで発表された。

## ザルード
| 分類: わるざるポケモン | タイプ: あく/ くさ | 高さ: 1.8m   | 重さ: 70.0kg |
| 特性: リーフガード     | かくれ特性: なし   | 進化前: なし | 進化後: なし |

幻のポケモン。黒いサルのような姿をしている。
腕などから蔓を生やすことができ、この蔓はしなやかさと強度に優れており、木に巻き付けての移動や木の実を取る時に使う。蔓には治療効果もあり、巻き付いた場所にも治療できる。群れで暮らしており、敵には容赦なく襲ってくるため森のポケモン達からは恐れられている。戦闘時は木の幹や枝を駆使して襲いかかり、鋭い爪で切り裂くなど、俊敏さを生かした戦い方を得意とする。
専用技の「ジャングルヒール」は体中の蔓を木々に巻き付けその吸収エネルギーをザルード自身のエネルギーと融合させ、治療効果のあるパワーを周囲に放ち、自分と味方の体力と状態異常を回復させるくさタイプの変化技。
2020年2月27日にプレミアム配信された、投票企画「ポケモン・オブ・ザ・イヤー」結果発表にて発表された。劇場版『ココ』の前売券の特典として『ソード・シールド』を対象に配布された。
とうちゃんザルード
劇場版『ココ』に登場。数字入りのピンクのボロ布をマントとしてつけている。よそ者をいれてはいけないという森の掟を破って群れから離れ、赤ちゃんのココを育て上げ、ココから「父ちゃん」と呼ばれるなど親子同然の関係である。少々人使いが荒くぶっきらぼうだが、ココに対する思いは誰よりも強い。声優は中村勘九郎。同作が上映された映画館にて、『ソード・シールド』を対象としたシリアルコードが配布され、これを入力することで入手することができる（受取期間は2021年3月31日まで）。他にも年老いた長老のザルード（声：中博史）や一回り体格の大きいリーダーのザルード（声：津田健次郎）、サブリーダー（声：KENN）など、様々なザルードが群れを作って暮らしている。

## レジエレキ
| 分類: エレクトロンポケモン | タイプ: でんき   | 高さ: 1.2m   | 重さ: 145.0kg |
| 特性: トランジスタ         | かくれ特性: なし | 進化前: なし | 進化後: なし  |

レジロック・レジアイス・レジスチルと同様に遺跡に封印された伝説のポケモン。『冠の雪原』で追加。
全身が電気エネルギーを生む器官で出来ているため、体のほとんどが電気エネルギーで構成されている。電気を吸収しながら生きている。電気技の威力はでんきポケモンの中でも一番。ガラル全土に供給できる程の膨大な電気を作り出せる。体についている輪っかは絶縁体の様な特殊な器具であることが科学者によって解明された。これを外すと秘めた力が解き放たれるらしい。これはレジエレキに苦しめられた古代の人々が、レジエレキの力を制御するために作られたものではないかという説が残っている。
専用技の「サンダープリズン」は相手の頭上から電気を張り巡らせ、そのまま相手を電気の檻に閉じ込めるでんきタイプの特殊技で、相手に数ターンダメージを与えつつ交代や逃走を阻害するヒードランの専用技である「マグマストーム」のでんき版。専用特性の「トランジスタ」は自分のでんきタイプの技の威力を上げる。
とあるイベントでレジエレキ・レジドラゴのどちらかをゲットすることが可能。
アニメ版ではテレビアニメ第7シリーズでは第113話で野生の個体として初登場。プロジェクト・ミュウにおける最後のトライアルミッションの一つとして捕獲を課せられたゴウとシゲルとバトルする。先手で出したゴウのフライゴンの前では、相性の不利に関係無く伝説に相応しい強さで追い詰めたが、最後はゴウのエースバーンとシゲルのカメックスの連携プレイの前に敗れ、ゴウにゲットされる。捕獲後はそのままゴウのポケモンとなっており、準伝説系としてはスイクンに次ぐ二匹目となる。新無印本編においては、ゴウが最後にゲットしたポケモンでもある。第136話でも少しだけ登場し、オープニング映像にも登場している。なお、ゲームでは片方しか入手出来ないのだが、アニメでは2人でそれぞれ同時にスイッチ操作をしたことでレジドラゴと共に出現している。

## レジドラゴ
| 分類: りゅうぎょくポケモン | タイプ: ドラゴン | 高さ: 2.1m   | 重さ: 200.0kg |
| 特性: りゅうのあぎと       | かくれ特性: なし | 進化前: なし | 進化後: なし  |

レジロック・レジアイス・レジスチルと同様に遺跡に封印された伝説のポケモン。『冠の雪原』で追加。
ドラゴンエネルギーの結晶体でできた体とドラゴンの頭のような両腕を持っている。全てのドラゴンポケモンの力を持つらしい。特に胴体部分のエネルギー濃度は高く、他のドラゴンポケモンよりも強力。レジギガスがドラゴンエネルギーの結晶から作ろうとしたが、足りなかったため頭しか作れなかった。なお、これは古代のドラゴンタイプの頭であるという学説もあるが証明されていない。ドラゴンの顎にあたる左腕には逆鱗のような筋がある。古代の人々は全身の部位が揃ったレジドラゴに国を滅ぼされる事を非常に恐れ、神殿の奥底に体の残りの部位を封印した。
専用技の「ドラゴンエナジー」は両腕を90度回転させることでドラゴンの頭のような姿に変形し、口からドラゴンエネルギーをビーム状に放出するドラゴンタイプの特殊技。「ふんか」、「しおふき」と同様に、自分の体力が残っているほど大ダメージを与える（ただし攻撃対象は1匹）。専用特性の「りゅうのあぎと」は自分のドラゴンタイプの技の威力を上げる。
とあるイベントでレジエレキ・レジドラゴのどちらかをゲットすることが可能。
アニメ版ではテレビアニメ第7シリーズでは第113話で野生の個体として初登場。プロジェクト・ミュウにおける最後のトライアルミッションの一つとして捕獲を課せられたゴウとシゲルとバトルする。先手で出したシゲルのブリムオンの前では、相性の不利に関係無く伝説に相応しい強さで追い詰めたが、最後はゴウのエースバーンとシゲルのカメックスの連携プレイの前に敗れ、シゲルにゲットされる。彼の手持ちポケモンに加わった事で、ライバルキャラでは初となる準伝説ポケモン所持者という快挙を得た。

## ブリザポス
| 分類: あばれうまポケモン | タイプ: こおり   | 高さ: 2.2m   | 重さ: 800.0kg |
| 特性: しろのいななき     | かくれ特性: なし | 進化前: なし | 進化後: なし  |

伝説の白い馬のポケモン。バドレックスの愛馬の一体で、ペルシュロンなどの輓馬の様な姿をしている。『冠の雪原』で追加。
「あばれうまポケモン」の名の通り、凄まじい怪力を持ち欲しいものは何でも力づくで奪おうとする。蹄から強力な冷気を生み出せる。頭の氷のマスクはダイヤモンドの100倍硬い。レイスポス共々、元はカンムリ雪原の王者だったポケモンだが、バドレックスに敗れて以来愛馬となり、絆を深めていった。
専用特性の「しろのいななき」は自分が相手を倒した時、攻撃が一段階上がるという効果を持つ。

## レイスポス
| 分類: しゅんばポケモン | タイプ: ゴースト | 高さ: 2.0m   | 重さ: 44.5kg |
| 特性: くろのいななき   | かくれ特性: なし | 進化前: なし | 進化後: なし |

伝説の黒い馬のポケモン。バドレックスの愛馬の一体で、サラブレッドなどの競走馬の様な姿をしている。『冠の雪原』で追加。
孤独と静粛を好む比較的大人しいポケモンだが、闇夜を駆け抜け寝ている者の生命エネルギーを奪い、蹴りの一撃で魂を抜き去るゴーストタイプらしい特徴を併せ持つ。視覚を有しておらず、その他の四感を使って周囲の様子を探る。ブリザポス共々、元はカンムリ雪原の王者だったポケモンだが、バドレックスに敗れて以来愛馬となり、絆を深めていった。
専用特性の「くろのいななき」は自分が相手を倒した時、特攻が一段階上がるという効果を持つ。
アプリゲーム『ポケモンマスターズEX』ではマサル（声 - 下野紘）が使用。
漫画版では『ポケットモンスターSPECIAL ソード・シールド編』で初登場。

## バドレックス
| 分類: キングポケモン | タイプ: くさ/ エスパー | 高さ: 1.1m   | 重さ: 7.7kg  |
| 特性: きんちょうかん | かくれ特性: なし       | 進化前: なし | 進化後: なし |

伝説のポケモン。シカのような顔と冠のように見える巨大な頭部を持っている。『冠の雪原』で追加。
太古の昔、ガラル地方一帯を統べたと謳われている伝説の王。華奢で小柄だが、立ち振る舞いは優雅で威厳に満ちている。また、極めて高い知能を持っており、過去・現在・未来の出来事をすべて見通すことができる。心を癒し、草木を芽吹かせる力を持つ。また、人間の体を借りて人語を話すこともできる。この時の一人称は「ヨ（余）」。
2020年1月9日にライブ配信されたポケモンダイレクトで発表された。
漫画版では『ポケットモンスターSPECIAL ソード・シールド編』で初登場。
はくばじょうのすがた
分類：エンペラーポケモン、タイプ：エスパー/こおり、高さ：2.4m、重さ：809.1kg、特性：じんばいったい。
バドレックスがブリザポスに騎乗した姿。手持ちにバドレックスとブリザポスがいる状態で専用アイテム「キズナのタヅナ」を使うことでフォルムチェンジする。専用特性の「じんばいったい」は両者の特性を合わせ持つ。
専用技の「ブリザードランス」は全ての相手を凍らせ、巨大な氷の槍で貫くこおりタイプの物理技。
アプリゲーム『ポケモンマスターズEX』ではクリスマスの衣装を着たダンデ（声 - 櫻井孝宏）が使用。
こくばじょうのすがた
分類：エンペラーポケモン、タイプ：エスパー/ゴースト、高さ：2.4m、重さ：53.6kg、特性：じんばいったい。
バドレックスがレイスポスに騎乗した姿。手持ちにバドレックスとレイスポスがいる状態で専用アイテム「キズナのタヅナ」を使うことでフォルムチェンジする。専用特性の「じんばいったい」は両者の特性を合わせ持つ。
専用技の「アストラルビット」は無数の霊体を呼び寄せ、それを全ての相手にぶつけるゴーストタイプの特殊技。

## アヤシシ
| 分類: おおツノポケモン   | タイプ: ノーマル/ エスパー | 高さ: 1.5m       | 重さ: 95.1kg |
| 特性: いかく/ おみとおし | かくれ特性: そうしょく     | 進化前: オドシシ | 進化後: なし |

オドシシの進化形。『LEGENDS アルセウス』で追加。
進化前より体格と角が大きくなり、体色が白く変化し、白く長い顎ヒゲを生やしている。ヒスイ地方では古くから大切にされていたポケモンとして語られている。前述のヒゲ、足、尻尾の体毛から取れる抜け毛は防寒着を作る材料として重宝されている。角の黒い玉から空間をゆがめるほどのサイコパワーを生成・放出し、角をアンテナのように使い安全なルートを探って、若いオドシシの群れを率いて先頭を走る。
進化するにはオドシシが専用技「バリアーラッシュ」を早業で20回使う必要がある。この技は角からバリアーを形成したまま相手に突っ込むエスパータイプの物理攻撃技で、自分の防御を上げる追加効果がある。

## バサギリ
| 分類: まさかりポケモン         | タイプ: むし/ いわ   | 高さ: 1.8m         | 重さ: 89.0kg |
| 特性: むしのちから/ ちからずく | かくれ特性: きれあじ | 進化前: ストライク | 進化後: なし |

ストライクの進化形の一つ。『LEGENDS アルセウス』で追加。
体の一部が岩のように変化し、両手のカマが斧（まさかり）状に変化した。この斧は無造作な一振りでも命中させることができ、頑丈な相手にも大ダメージを与えることができる。獲物をしとめる時もこの斧を使う。さらに、斧で樹木に印をつけ切り倒すことで縄張りを示す。また、岩でできた体は激しい戦いで欠けることが多く、中でも多くの歴戦を続けた個体は特に欠けている部分が多いとのこと。しかし、欠けた分切れ味がより増すという。ヒスイ地方の人々は欠けた破片を石器として利用しているらしい。気性が荒く粗野でがさつな乱暴者。荒地で出くわした際には逃げるが一番。背中の羽は小さく縮み飛行能力は完全に失われているが、抜群の跳躍力で森の中を縦横無尽に駆け回る。専用技の「がんせきアックス」は岩の様な両腕の斧で叩き斬る、急所率が高めな上「ステルスロック」と同じ追加効果があるいわタイプの物理攻撃技。
進化するにはストライクに「くろのきせき」を使う必要がある。これは、火山地帯でごくまれに見つかるものであり、身体がその影響を受けているらしい。現在では発見されないものだと思われていたが、なぜかブルーベリー学園ではこの鉱石が存在しており少数ながらその個体が確認されている。
トレーナーでは「スカーレット・バイオレット」でアカデミー教師のタイムが使用する。
テレビアニメ版では第8シリーズ（『リコとロイの旅シリーズ』）では第25話にてリコの祖母であるダイアナ（声 - 吉沢希梨）の口からルシアスのパートナーであり黒いレックウザとオリーヴァとガラルファイヤーに続く「六英雄」の一体としてラプラスとエンテイと共に判明しており、ヒスイ地方限定のポケモンとしては初のアニメの登場となった。通常の個体より一回り大きく、左の斧が欠けている。また、ルシアスを庇ったラプラスに傷をつけた張本人でもある。

## ガチグマ
| 分類: でいたんポケモン     | タイプ: ノーマル/ じめん   | 高さ: 2.4m       | 重さ: 290.0kg |
| 特性: こんじょう/ ぼうだん | かくれ特性: きんちょうかん | 進化前: リングマ | 進化後: なし  |

リングマの進化形。『LEGENDS アルセウス』で追加。
額に満月の様な淡い黄色の真円模様が現れる。大柄で頑丈な体格と全身に塗られた泥炭によって新たな器量をもたらした。比較的に、上半身が屈強に発達したためか、二足歩行から四足歩行になり、より一層エゾヒグマに近しい姿となる。また、嗅覚が優れており、遠く離れた場所の地中に隠れた食料を探し出すこともできる。呼び出すことで乗って移動でき、地中に隠れた道具を探し、掘り当てることができる。
進化するには、満月の夜にリングマに「ピートブロック」を使用する必要がある。
アカツキ
高さ：2.7m、重さ：337.0kg、特性：しんがん。
ヒスイ地方（かつてのシンオウ地方）から遠く離れたキタカミの里で発見された特殊な個体。『碧の仮面』で追加。進化やフォルムチェンジとは異なる存在と考えられる。
額の月模様が赤く染まっていることから「赫月（あかつき）」と呼ばれ、原種と違い二足歩行となっている。また、片目は潰れ暗闇の中で妖しく光る。
あるガチグマが海を渡り流れ着いた土地で生き抜いた結果姿が変わり、特別な能力を得た。
オスしか存在せず、通常のリングマからは進化できず、原種と比べて特攻が高い。性格は「がんばりや」で固定される。
専用技の「ブラッドムーン」は額の赤い満月模様からありったけの気迫を放つノーマルタイプの特殊技で、威力は高いが2回連続で使用できない。
専用特性の「しんがん」はゴーストタイプの相手にノーマル・かくとうタイプの技が当たるようになるだけでなく、相手の回避率を無視したり命中率を下げられない、「きもったま」と「するどいめ」を併せた性能を持つ。

## イダイトウ
| 分類: おおうおポケモン         | タイプ: みず/ ゴースト | 高さ: 3.0m                           | 重さ: 110.0kg |
| 特性: すいすい/ てきおうりょく | かくれ特性: かたやぶり | 進化前: バスラオ（しろすじのすがた） | 進化後: なし  |

バスラオ（しろすじのすがた）の進化形。『LEGENDS アルセウス』で追加。
バスラオを巨大化させ、より凶暴な怪魚やイトウのような外見をしている。その正体は過酷な川登りによって息絶えたバスラオの群れの無念の魂が集まってできたもの。魂と意思疎通を行って戦う。また、魂から推進力が供給されていることもあり、どれだけ泳いでも疲れることのない爆発的な身体能力の持ち主。敵意を向けられると激昂し、相手が倒れるまで襲い続ける。絶滅したと思われていたが、キタカミの里の特殊な環境に適応する事で現存する事が判明した。
進化する為には、バスラオを「ひんし」にさせずに「すてみタックル」や「ウェーブタックル」による反動ダメージを累計294以上蓄積する必要がある。途中でアイテムで回復させてもダメージのカウントは継続する。なお、性別によって姿が異なり、♀の模様は進化前と同様に白いが、♂の模様は産卵期の♂のイトウと同様に赤紫に変色している。ライドポケモンとなる個体は♂となっている。

## オオニューラ
| 分類: クライミングポケモン  | タイプ: かくとう/ どく | 高さ: 1.3m                         | 重さ: 43.0kg |
| 特性: プレッシャー/かるわざ | かくれ特性: どくしゅ   | 進化前: ニューラ（ヒスイのすがた） | 進化後: なし |

ヒスイ地方のニューラの進化形。『LEGENDS アルセウス』で追加。
背が高く手足も細長くなった。進化前と同様に、両手の巨大なカギ爪で崖を登ることが可能。さらに高い身体能力とカギ爪から繰り出す猛毒は大きな相手でも圧倒するほどの実力を持つ。寒冷地に生息し、寒い高地では無敵の強さを誇る。群れを作らず単独で暮らす習性。
原種のマニューラと同様に進化するには「するどいツメ」が必要だが、時間帯は夜ではなく朝・昼・夕方（日中）であることが条件となる。専用技の「フェイタルクロー」はどくタイプの物理攻撃技だが、時々相手を「どく」「まひ」「ねむり」のいずれかの状態異常にする追加効果がある。

## ハリーマン
| 分類: けんざんポケモン     | タイプ: あく/ どく | 高さ: 2.5m                           | 重さ: 60.5kg |
| 特性: どくのトゲ/ すいすい | かくれ特性: いかく | 進化前: ハリーセン（ヒスイのすがた） | 進化後: なし |

ヒスイ地方のハリーセンの進化形。『LEGENDS アルセウス』で追加。
体の針が更に大きく伸び、ハリセンボンよりもガンガゼに近い姿に変貌し、泳ぐ姿は黒い体色も相まって機雷（機械水雷）の様にも見える。進化前よりも更に凶暴な性格で、海鬼の異名を持つ。毒を啜って自身の糧にする性質を持つ。眠っている時も動くものが近づくと毒針が無意識に反応して突き刺してくる。さらに毒針の先端はギザギザなので一度刺さるとなかなか抜けない。また、『ブリリアントダイヤモンド・シャイニングパール』のミオ図書館にある小説「海の伝説」にて「海の王子と呼ばれるポケモンが家来の3匹のポケモンたち（ブイゼル・タマンタ・大きなトゲを持ったハリーセン）に勇者を連れてくるよう命令し、家来たちに誘われた勇者は夕暮れの海に船を出し、王子は勇者を出迎えた」と記載されているが、3匹の家来のうちの1匹はハリーマンのことを指している。絶滅種だと思われていたが、人工的にヒスイのハリーセンが生息可能な環境が再現された結果、ハリーマンも現在において生息が可能になった、
進化の為には、無数の毒針を相手に飛ばす専用攻撃技の「どくばりセンボン」を習得する必要がある（『LEGENDS アルセウス』ではさらに力業で20回使用する必要がある）。この技の威力がやや低めだが相手を「どく」状態にする確率が高い上、「どく」状態の相手に対して威力が倍になる。『ポケットモンスター スカーレットバイオレット』以降は上述の技を覚えた状態でレベルアップすると進化する。

## ラブトロス
| 分類: あいぞうポケモン | タイプ: ひこう/ フェアリー | 高さ: 1.6m   | 重さ: 48.0kg |
| 特性: いやしのこころ   | かくれ特性: あまのじゃく   | 進化前: なし | 進化後: なし |

ヒスイ地方の伝説のポケモン。『LEGENDS アルセウス』で追加。
冬の終わり頃にヒスイ地方に現れ、その慈愛により新たな命を芽吹かせるという伝承がある事から、春の神様と呼ばれる。ラブトロスという名の通り、身体もハートをあしらった意匠が多く見られる。現代において伝承は確認されておらず、その存在の去就は不明。専用技「はるのあらし」は姿によって追加効果が異なる。天気が雨の場合は必中になる。
先に登場したトルネロス・ボルトロス・ランドロスはいずれもオスだったが、このラブトロスはメスとなっている。
『LEGENDS アルセウス』ではトルネロス・ボルトロス・ランドロスの研究レベルを10にしてコギトに話しかけると「紅蓮の湿地」の「真紅沼」に出現。
けしんフォルム
通常時の姿。トルネロス・ボルトロス・ランドロスに似た姿をしているが、女性的な姿をしており体格は華奢。髪は全体的に短いがツインテールが湾曲しながら逆立ち、頭上でハート状に形作る格好となる。額には4本の短い角が生えている。尻尾にはハート状の模様があり、マフラーの様に首もとに巻きつかせている。尻尾の先端は蛇の頭の様な形状をしている。専用技の「はるのあらし」は愛憎入りまじった強烈な風で相手を包みこんで攻撃し、時々自分の攻めの力と守りの力を1段階上げるフェアリータイプの特殊技。『スカーレット・バイオレット』では相手の攻撃を下げる効果になっている。
れいじゅうフォルム
特性：ぼうじん。ラブトロスに「うつしかがみ」を使用した時の姿。四つん這いのまま空中に浮遊し、胴体は雲状のエネルギーに覆われている。背中の上にはとぐろを巻いた蛇の様に尻尾を巻いており、亀や玄武の様な姿となっている。命を粗末にする者の前にはこの姿で雲海から現れ、容赦なく憤怒の罰を下す。「はるのあらし」を使うと時々相手の攻めの力と守りの力を1段階下げる。『スカーレット・バイオレット』ではけしんフォルムと同様の効果になっている。